# Guerre romano-celtiche
Le guerre romano-celtiche racchiudono una serie di conflitti il cui inizio viene fatto risalire ai primi decenni del IV secolo a.C., quando la prima invasione storica della penisola da parte dei Celti mise a repentaglio la stessa sopravvivenza di Roma.
La prima minaccia celtica portata contro Roma si inserisce in un contesto di grandi movimenti migratori provenienti d'oltralpe, sia dalla Gallia nordorientale sia dall'Europa centrale, che, nel IV secolo a.C., ebbero come risultato finale l'occupazione celtica di molti territori dell'Italia del Nord e del litorale adriatico centro-settentrionale, con puntate meridionali che, nel IV secolo a.C., si spinsero fino in Puglia e Campania. Le premesse a tali migrazioni di popoli furono poste da precedenti contatti del mondo celtico transalpino con l'ambiente peninsulare, dovuti essenzialmente a traffici commerciali in cui il fondamentale ruolo intermediario spettava alle popolazioni dell'area centro-settentrionale della penisola, soprattutto Celti di antico insediamento della cultura di Golasecca, Etruschi tirrenici e padani, Veneti, con l'eventuale tramite di popolazioni alpine come i Reti.
Basandosi sul complesso delle fonti, e sull'evidenza archeologica, ma anche sugli sviluppi successivi, la storiografia attuale è giunta ad una concorde valutazione delle occupazioni territoriali dei Celti in Italia, e degli episodi bellici che ne scaturirono: la penetrazione celtica in Italia, un evento che potrebbe apparire spontaneo, fu invece il risultato di una consapevole pianificazione; esso, anzi, fu caldeggiato, e forse addirittura perseguito ed eterodiretto, da uno degli attori principali degli equilibri politici che andavano delineandosi sulla penisola: Dionisio I di Siracusa, l'ambizioso tiranno che da tempo era impegnato sul duplice fronte delle rivalità con Cartagine e della conflittualità diretta contro il blocco coalizzato delle poleis italiote: egli coltivava mire verso un'estensione della sua influenza in Sicilia e sulle sponde tirreniche e adriatiche dell'Italia, oltre che, secondo il consiglio di Filisto, sul versante adriatico greco-epirota ed illirico: era quindi il primo a poter guardare con favore all'ingresso di un nuovo soggetto nell'agone geopolitico, da cui poteva trarre molti vantaggi, soprattutto in un'ottica antagonista al mondo etrusco, la cui alleanza con Cartagine suggellava da tempo il dominio sul Tirreno.
La tradizione romana, pur tra evidenti deformazioni propagandistiche, ci ha consegnato diversi resoconti degli avvenimenti. Un accento particolare viene posto sulla portata della minaccia celtica nei confronti dell'emergente Roma: il sacco celtico, il primo di una serie nella storia della città, sicuramente avvenuto qualche anno dopo la tradizionale data del 390 a.C., è descritto come un evento dagli effetti pressoché distruttivi e potenzialmente destabilizzanti per la sopravvivenza di Roma. Questa visione è condivisa, pur con qualche significativa eccezione, da molti degli storici moderni.
L'irrompere della minaccia celtica sul territorio italiano determinò anche il pieno e definitivo ingresso dei Celti alla ribalta della storia scritta, permettendo, da allora in poi, di conoscere meglio i contorni storici e cronologici delle loro vicende. Essa ebbe anche l'effetto di porre per la prima volta sotto i riflettori della storiografia greca la città di Roma, fino ad allora quasi sconosciuta. Le ostilità continuarono, nei secoli successivi, fino a quando la minaccia portata sul suolo italiano fu contenuta e infine soffocata, con la conquista della Pianura Padana nel II secolo a.C. e la conseguente creazione della provincia romana di Gallia Cisalpina. La conflittualità tra Celti e Romani conobbe ancora vari sussulti e riemerse nell'ultimo quarto del II secolo a.C., stavolta in pieno territorio gallico, quando la vittoria romana portò alla creazione della Provincia Narbonensis. Ma la minaccia celtica contro le politiche di Roma si spense definitivamente solo alla metà del I secolo a.C., quando Giulio Cesare pose fine all'indipendenza della Gallia.

## Contesto storico

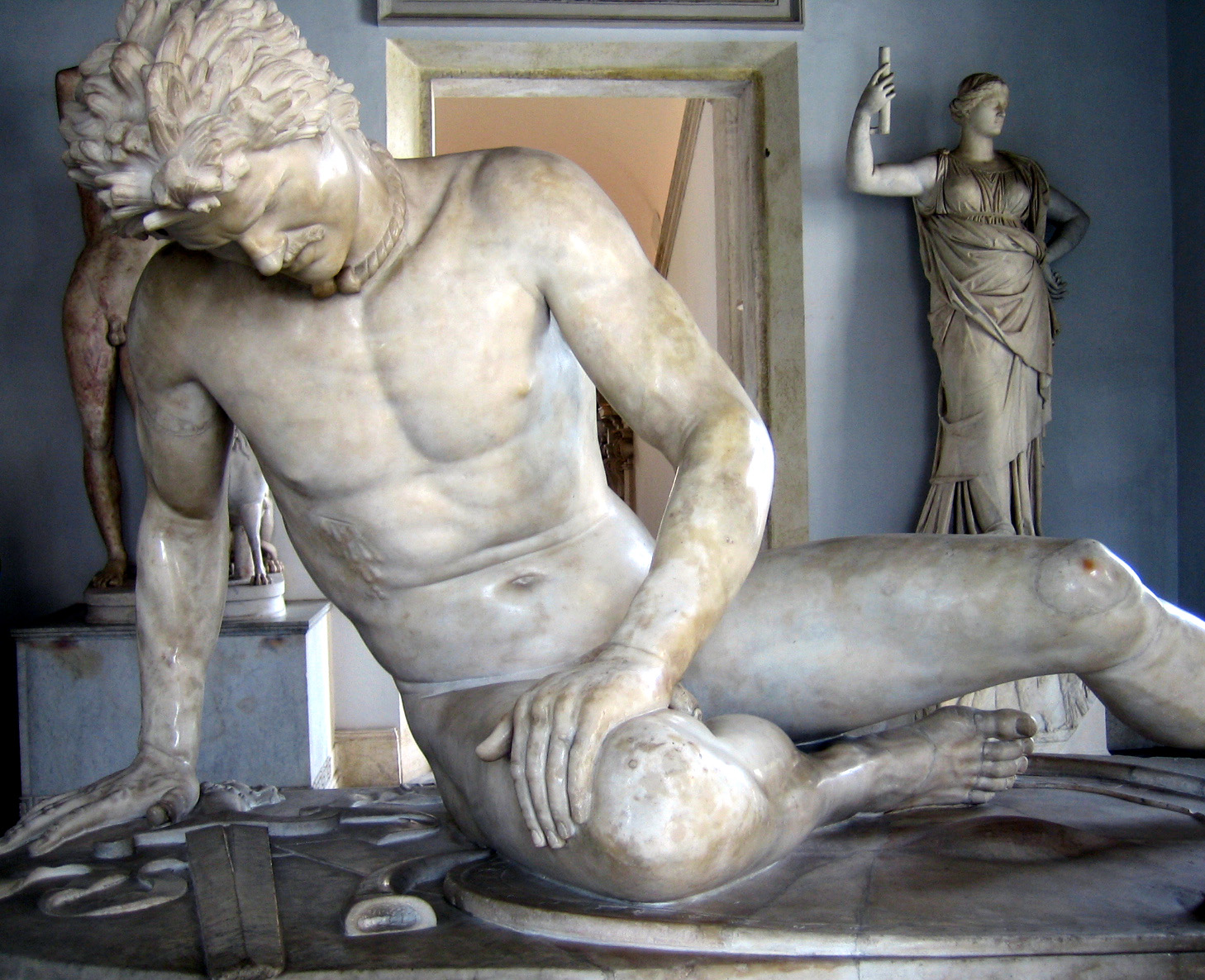
Il Galata morente
copia romana di un originale greco rappresentante un guerriero celtico ferito, con il collo ornato da un torque
Musei Capitolini, Roma.

La storia delle guerre tra Roma antica e il mondo celtico ebbe inizio nei primi decenni del IV secolo a.C. La deflagrazione dei primi conflitti fu preceduta dalla migrazione, verso alcuni territori dell'Italia, di tribù celtiche provenienti da un'Europa che, già da lungo tempo, stava conoscendo una massiccia celtizzazione, ben anteriore all'emergenza e all'irradiazione della facies lateniana, considerata dagli studiosi come la principale espressione culturale associata ai Celti storici, cioè di quei Celti invasori citati dalle fonti testuali latine e greche.

### I Celti di antico insediamento in Italia
Tra le zone d'Europa già celtizzate in antico, oltre alla Celtiberia, la ricerca ha definitivamente permesso di acquisire anche quelle aree poste tra la Lombardia e il Piemonte dove, già dall'inizio del I millennio a.C. (inizio del Bronzo finale), si assisteva al fiorire di una facies autoctona, la cultura di Golasecca, la cui «piena celticità» è ora definitivamente assodata grazie al riconoscimento di una lingua celtica, impropriamente detta lepontica, su alcune iscrizioni del VII secolo a.C., redatte in un alfabeto derivato da quello etrusco.
La celtizzazione di queste zone della penisola va quindi tenuta distinta dalle ondate migratorie del IV secolo a.C., che furono successive di alcuni secoli. La floridezza politica ed economica di queste popolazioni celtiche era assicurata dal ruolo assunto quali intermediari commerciali tra l'Etruria e le popolazioni transalpine, utilizzando il tramite delle popolazioni alpine. Un ruolo analogo sarà assunto nel V secolo a.C. dagli Etruschi padani e, in parte, da popoli transpadani come i Veneti: il tramite, in questo caso, era fornito dai Reti.

### Roma nel quadro delle relazioni internazionali

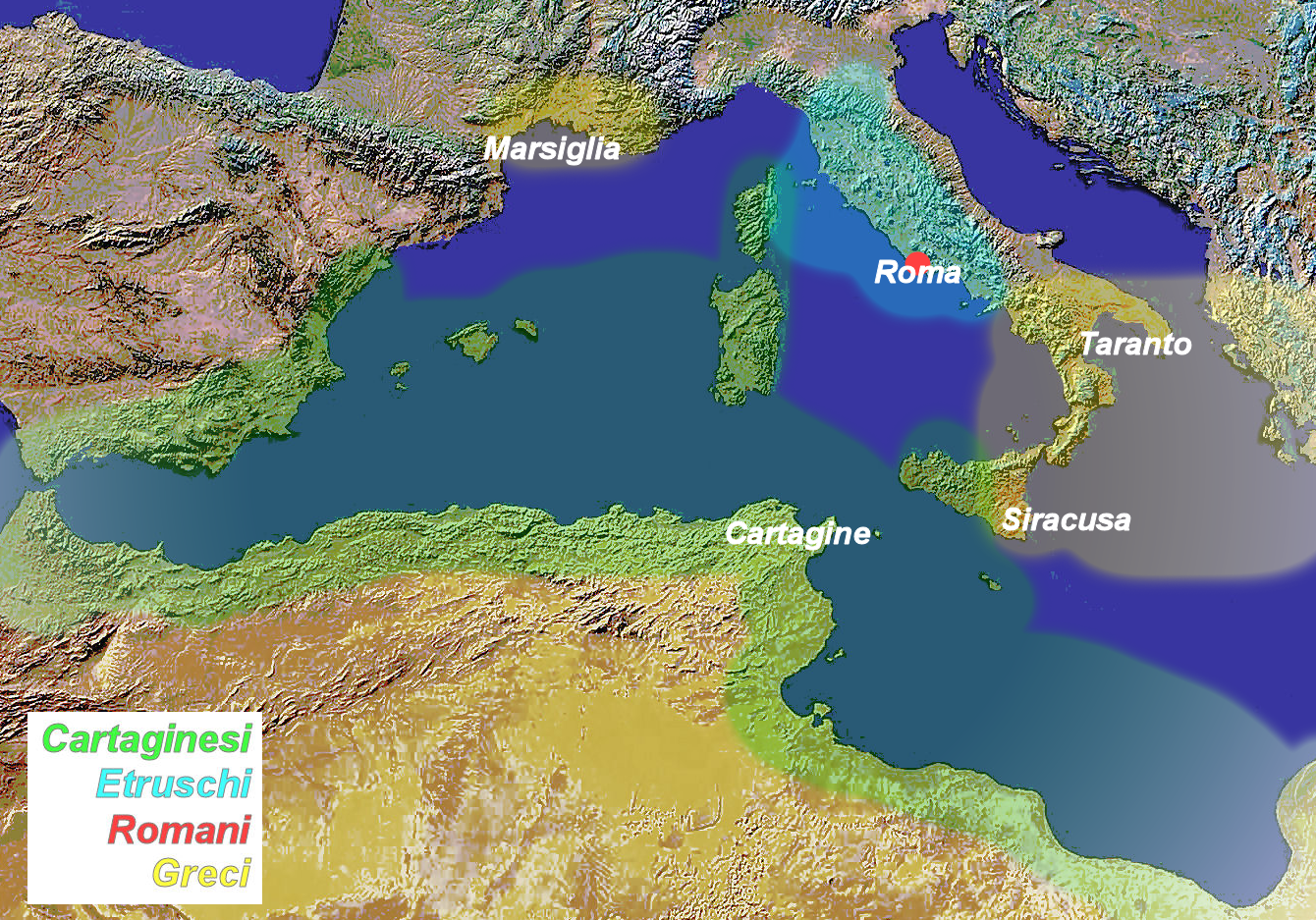
Rappresentazione schematica delle sfere di influenza peninsulari e mediterraneo occidentali all'affacciarsi del V secolo, dopo la battaglia di Alalia.

La celtizzazione di gran parte dell'Europa era avvenuta all'insaputa dei Romani il cui interesse alla sicurezza non esulava da un ambito essenzialmente locale: Equi, Volsci, Sabini ed Etruschi, sono questi i nomi dei popoli, tutti confinanti, con i quali Roma si era dovuta misurare fino ad allora. Solo in alcuni casi le relazioni internazionali si erano spinte più lontano, portando Roma a intrattenere contatti diretti con Cartagine. Ma tali antiche relazioni si inquadravano comunque in ambito più vasto, all'interno di un ampio regolamento di interessi reciproci già storicamente in atto tra l'area di influenza etrusca e quella punica.
L'ampia portata di questa convergenza di antica data era culminata, nella seconda metà del VI secolo a.C., nell'alleanza anti-focese della battaglia di Alalia, decisiva nel definire gli equilibri tirrenici all'approssimarsi del quinto secolo. I rapporti con Cartagine erano proseguiti anche dopo la fine dell'età regia quando Roma, appena agli esordi della sua esperienza repubblicana, stipulò con Cartagine un trattato – il primo di una serie – di cui si ha notizia in Polibio, risalente alla fase iniziale di transizione repubblicana della Roma monarchica ma evidentemente iscrivibile nella consuete relazioni tra l'area etrusca e Cartagine.
Anteriormente al IV secolo a.C., altre relazioni ad ampio raggio erano state intrattenute con capitali etrusche come Clusium (Chiusi), con poleis magnogreche come Cuma o, occasionalmente, e per contatti dettati soprattutto dagli approvvigionamenti di frumento, con la Sicilia.
Furono queste tre potenze – Etruschi, Cartaginesi e Greci, sia italioti che sicelioti – a dominare gli equilibri della penisola italiana nel V secolo a.C. e a determinare gli spazi politici entro i quali avrebbe mosso i primi passi l'espansionismo di Roma. All'interno di quegli stessi spazi, a cavallo tra il V e il IV secolo a.C., si preparava l'ingresso di un nuovo protagonista.

## L'invasione storica dell'Italia del IV secolo a.C.
L'invasione storica dei Celti nell'Italia del IV secolo a.C., e i primi conflitti che ne nacquero, proiettarono Roma in una dimensione diversa, e le vicende che ne scaturirono ebbero un impatto profondo non solo sulla storia di Roma, ma anche su quella etrusca e di altri popoli della penisola.
Gli eventi riverberarono la loro eco ben al di là dei ristretti limiti regionali o peninsulari, riuscendo ad attrarre l'attenzione della tradizione culturale greca: Plutarco riferisce di come Eraclide Pontico, filosofo di poco successivo agli eventi, in un suo libro sull'anima, desse incidentalmente conto di una «certa notizia giunta dall'occidente, secondo cui un esercito, muovendo dall'Iperborea, aveva conquistato una città greca chiamata Roma, posta in un luogo imprecisato del Grande Mare». La notizia venne a conoscenza anche di Teopompo, Aristotele e di altri autori del IV secolo a.C.

### Sacco di Roma del IV secolo a.C.

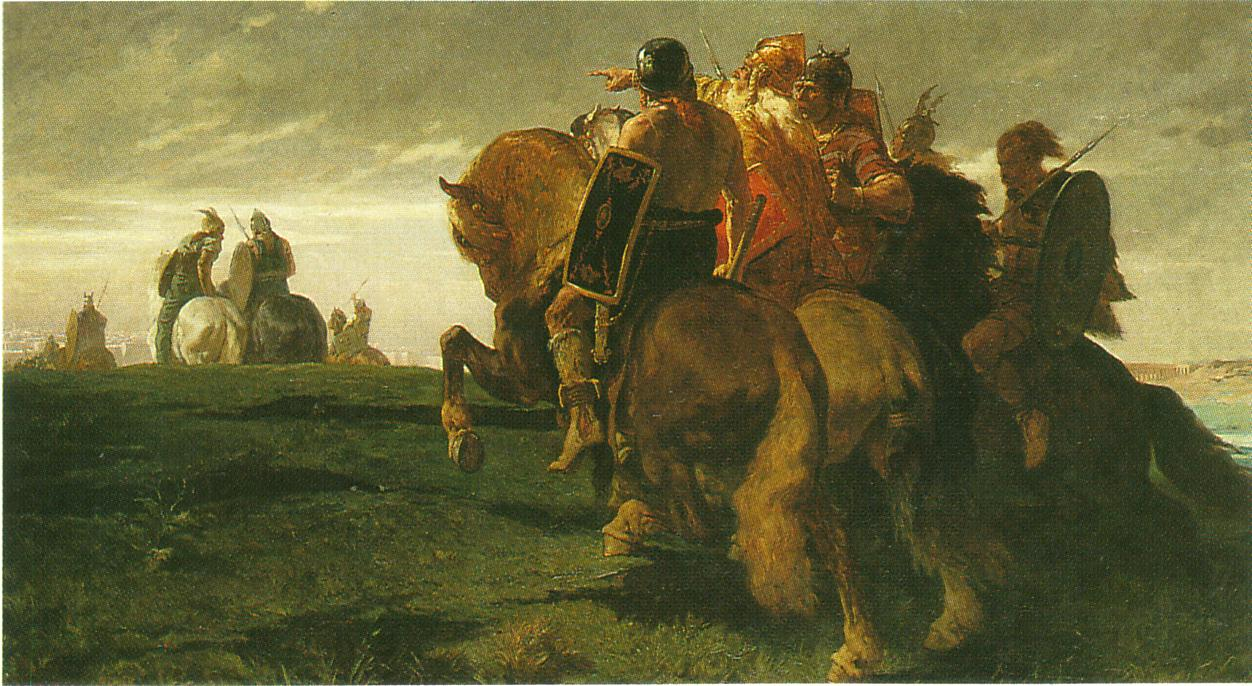
Cavalieri celti marciano su Roma antica all'inizio del IV secolo a.C..

Roma, al principio del IV secolo a.C., aveva appena sperimentato un decisivo salto di qualità della sua storia, sia per l'importante acquisizione territoriale sia per l'esibizione di un'accresciuta disciplina e organizzazione militare, uscendo vittoriosa nel 396 a.C. dalle guerre con Veio. La caduta di Veio aveva comportato un riequilibrio degli assetti politici delle altre capitali etrusche e delle loro tradizionali tensioni interne: l'ostilità verso Veio era malamente adombrata dalla neutralità manifestata dalle altre città della dodecapoli etrusca gravitante intorno al Fanum Voltumnae: in almeno un caso, questa ostilità era apertamente sfociata nell'aperta alleanza offerta a Roma da Caere (Cerveteri).
Un altro effetto fu l'accresciuta consapevolezza delle potenzialità, anche militari, della res publica. A minare questo clima di fiducia e a mettere in allarme Roma fu una tribù particolarmente bellicosa: i Senoni invasero la provincia etrusca di Siena dal nord e attaccarono la città di Clusium, non molto distante dalla sfera d'influenza di Roma. Gli abitanti di Chiusi, sopraffatti dalla forza dei nemici, superiori in numero e per ferocia, chiesero aiuto a Roma, che rispose all'appello. Così, quasi senza volerlo, i Romani non solo si ritrovarono in rotta di collisione con i Senoni, ma ne divennero il principale obiettivo.
I Romani li fronteggiarono in una battaglia campale presso il fiume Allia variamente collocata tra il 390 e il 386 a.C. I Galli, guidati dal condottiero Brenno, sconfissero un'armata romana di circa 15 000 soldati e incalzarono i fuggitivi fin dentro la stessa città, che fu costretta a subire una parziale occupazione e un umiliante sacco, prima che gli occupanti fossero scacciati o, secondo altre fonti, convinti ad andarsene dietro pagamento di un riscatto. Si racconta che i Galli sulla strada del ritorno, furono attaccati in Sabina dagli Etruschi di Caere (alleati dei Romani), i quali riuscirono a privarli del bottino che avevano depredato a Roma. I Ceretani diedero, inoltre, ospitalità a coloro che si erano rifugiati presso di loro, tra cui il fuoco perenne e le vestali ad esso preposte.
I popoli invasori si dislocarono a formare un'entità territoriale che fu poi detta Gallia Cisalpina. I principali centri furono Mediolanum (Milano) abitata dagli Insubri, Verona, insediamento dei Cenomani, e Bononia (Bologna), la Felsina etrusca, occupata dai Boi.
I Senoni, in particolare, si stabilirono in un'area strategica delle Marche, compresa tra le attuali città di Pesaro, Macerata e Ancona: quello stanziamento permetteva loro un facile controllo dell'accesso alla Valtiberina e alle vie adriatiche che conducevano in Puglia e Campania.
I Celti stabilitisi in Cisalpina potevano tra l'altro acquisire a sé il controllo del mercato di un materiale che da lungo tempo esercitava su di loro una potente attrazione, grazie alle virtù magiche che essi gli attribuivano: il corallo, proveniente soprattutto dal golfo di Napoli, conobbe una vera esplosione, con frequenti applicazioni in torque, elmi, foderi di spada e fibule, dando origine, soprattutto in Svizzera, sia a un surrogato bronzeo, sia a vere e proprie imitazioni, grazie all'invenzione celtica di uno speciale smalto colorato, realizzato con un particolare procedimento e ampiamente diffuso dal centro-Europa fino alle isole britanniche e all'Irlanda.

### Datazione dell'invasione: tradizione romana e cronologia greca

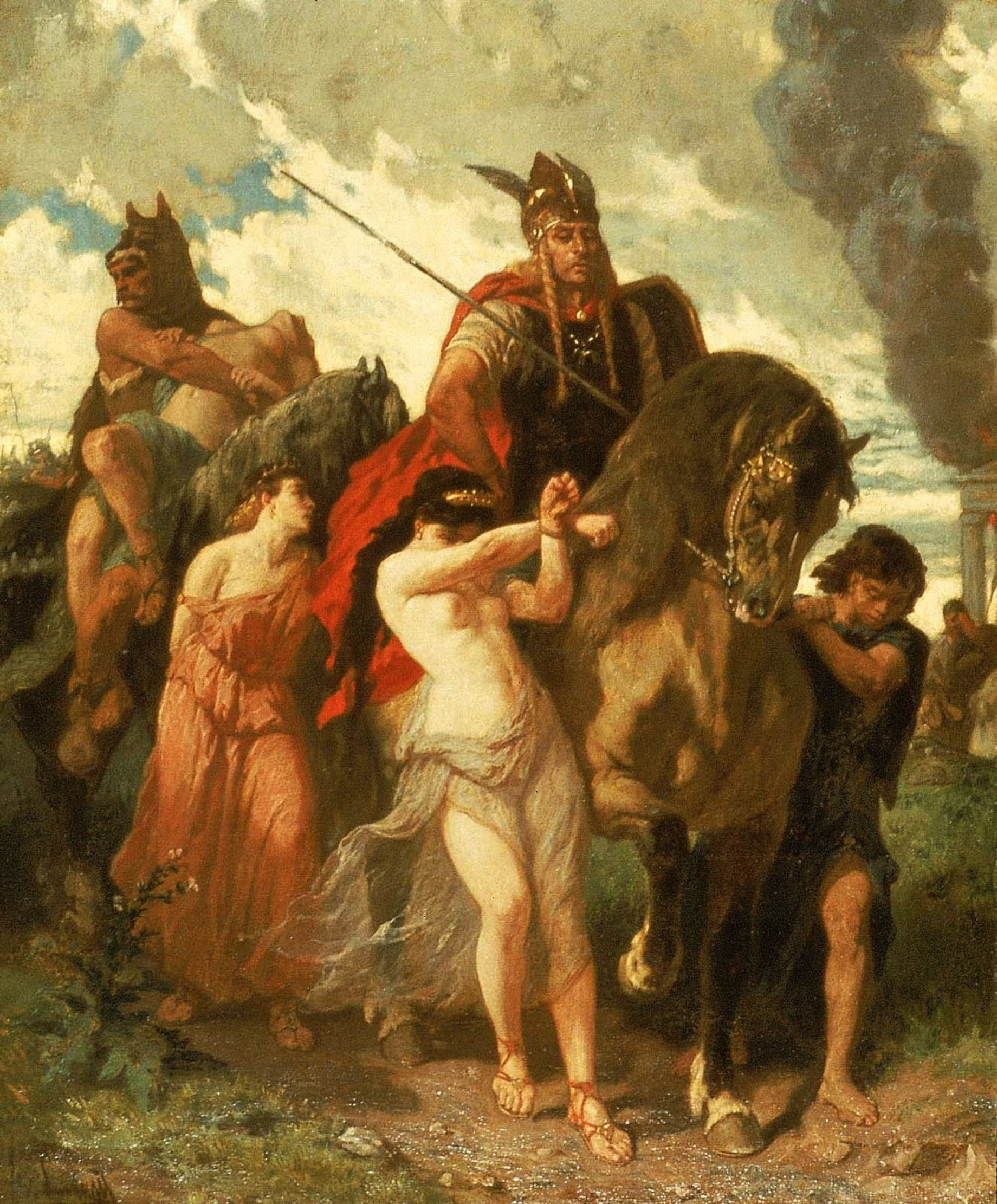
Capi dei Celti a cavallo e prigioniere romane, da un dipinto di Évariste-Vital Luminais.

L'interesse suscitato dalla notizia attrasse le vicende di Roma nella sfera degli interessi culturali greci: la notizia del sacco fu incorporata nella tradizione storiografica greca e questo permise a Polibio, verso la metà del II secolo a.C., di consegnarci una sua datazione, il 387-386 a.C., incardinata a ben noti eventi della storia greca.
(Polibio, Storie, I.6.1-3)
L'inserimento dell'evento nella precisa cronologia greca, conferisce maggiore affidabilità a questa datazione, successiva di tre-quattro anni rispetto all'anno 390 a.C. tramandato dalla tradizione romana: poco accurata era infatti quest'ultima, legata al calendario luni-solare pre-giuliano e basata sulla successione temporale delle eponime magistrature annuali, secondo una sequenza di date fissata in maniera convenzionale, e solo in epoca più tarda, probabilmente ad opera di Varrone e viziata per questo da un errore sistematico di 3-4 anni.

### Contesto archeologico dell'invasione storica in Italia
L'individuazione dei riscontri archeologici all'invasione del IV secolo a.C. non è un compito facile, in parte a causa dell'attenuazione delle specificità etniche nell'evidenza archeologica: i Celti, come ci testimonia anche Cesare, esibirono sempre una grande capacità di assimilazione e integrazione nei confronti dei sostrati locali, agevolata in questo caso dalla gradualità dell'infiltrazione, a cavallo di due secoli, in un contesto ambientale dominato dalla componente etrusca, affermatasi nel V secolo.
Un'altra difficoltà della ricerca archeologica, nasce dal fatto che i Celti, in quella fase storica, non avevano ancora maturato l'adozione di stabili strutture di insediamento: la loro predilezione, piuttosto che a forme più o meno mature di tipo urbano, era invece orientata a piccoli ed effimeri villaggi, più consoni alle esigenze di un popolamento improntato a un'alta mobilità e a frequenti avvicendamenti fra etnie.
In alcune necropoli a nord dell'arco alpino, come ad esempio in Champagne, l'esplorazione archeologica ha evidenziato, in epoca anteriore al 400 a.C., una crescita statisticamente significativa dell'incidenza relativa delle sepolture femminili: il relativo affievolimento della componente maschile sarebbe da attribuire alla migrazione di elementi guerrieri i cui spostamenti, evidentemente, non erano sempre accompagnati da una controparte femminile numericamente proporzionale. Un altro elemento concomitante è rappresentato dalla messa in luce di "un orizzonte [...] di distruzione": gli incendi e le devastazioni osservabili in questo orizzonte archeologico, non sarebbero da collegare a eventi bellici, ma ad una pratica propedeutica all'abbandono programmato del territorio, di cui si trova peraltro testimonianza scritta nei Commentari di Cesare, quando egli fa riferimento alla migrazione della tribù degli Elvezi.

#### Ruolo di Dionisio e degli arruolamenti mercenari
Le evidenze archeologiche parlano dunque di una migrazione programmata, e si accordano con l'opinione comune degli storici moderni sulle occupazioni celtiche in Italia e sugli episodi bellici collegati: ben lontane da spontanei ed improvvisati movimenti di popoli, le migrazioni celtiche si mostrano, al contrario, come operazioni accuratamente pianificate, mirabilmente inserite nel complesso gioco di interessi e alleanze che da tempo andava profilandosi sulla penisola.
Non vi fu estraneo, molto probabilmente, il lucido disegno strategico-militare di Dionisio di Siracusa, uno dei più raffinati e ambiziosi protagonisti del gioco politico in atto. Il tiranno siracusano, nel solco di un'antica conflittualità greco-punica, era da tempo impegnato contro Cartagine che, a sua volta, intesseva con il mondo etrusco alleanze di antica data, declinate in chiave antagonista all'espansionismo greco in Italia e concretizzatesi, già nel VI secolo a.C., nello scontro navale del mare Sardo. Analoghi rapporti di antica data sono attestati tra Cartagine e Roma, come dimostra la già citata serie di trattati romano-punici. Dionisio, inoltre, aveva un conto aperto contro le poleis coalizzate della Lega Italiota mentre, d'altro canto, manifestava la volontà di «sostituire il controllo siracusano a quello etrusco sul traffico marino commerciale nelle acque del Tirreno» e ad espandersi, dopo la pace di Antalcida, lungo entrambe le sponde dell'Adriatico, assecondando il suo consigliere Filisto. Questo quadro di interessi e di mire egemoniche rafforza la credibilità di un suo protagonismo, in veste di regista o suggeritore della calata sull'Italia centro-settentrionale di un nuovo e bellicoso soggetto, potenzialmente in grado di innescare effetti perturbativi sugli equilibri della regione, soprattutto in chiave anti-etrusca. In questo stesso quadro, si inseriva l'alleanza già ricordata tra Roma e i Cerriti, cementatasi in occasione delle guerre veientane.
L'assedio di Reggio può essere quindi considerata una «data epocale» nelle vicende mediterranee: mentre ai Celti erano aperte le porte dell'Italia, il tiranno siracusano mostrava il suo volto spietato nella repressione della colonia calcidese, alienandosi le simpatie di Platone e attirandosi l'indignazione panellenica: alle Olimpiadi del 388 a.C., infatti, Dionisio fu fatto segno di manifestazioni di ostilità, ben espresse dal vivido accostamento della sua figura a quella un nemico della Grecia come Artaserse, nell'orazione olimpica pronunciata da Lisia.

##### Mercenariato celtico
L'attribuzione di questo ruolo al tiranno siracusano, appare coerente con il successivo assoldamento di contingenti mercenari celti, attinti da un mercato in cui dovette probabilmente avere un ruolo centrale l'emporium dorico di Ancona, il cui porto era vicino al territorio dei Senoni.
Tra i presupposti dell'invasione storica dell'Italia sembra esservi peraltro un'ottima conoscenza del terreno e degli obiettivi, frutto di frequentazioni anteriori: è probabile che, nel quadro descritto, tali conoscenze si siano affinate in preesistenti contatti mercenari, a cui sarebbero da attribuire le prime infiltrazioni celtiche in Italia.
L'alleanza con Dionisio durò una trentina d'anni, durante i quali i Celti imperversarono in razzie che raggiunsero anche la Iapigia e la Campania. Proprio venendo dalla Iapigia, insieme ai siracusani portarono un attacco combinato alla città di Caere, parzialmente riuscito: a Dionisio riuscì il saccheggio del santuario di Pyrgi mentre il massacro dei Celti, dal lato sud di Caere, gli impedì comunque di installare un presidio siracusano sul Tirreno, parallelo a quello del litorale adriatico tra Numana e Ancona.
Grazie a questi reclutamenti mercenari, i Celti fecero anche il loro primo ingresso storico sul suolo della Grecia, nel 368/367 a.C., dopo la battaglia di Leuttra quando, insieme a truppe iberiche, furono inviati a combattere, al fianco degli Spartani in difficoltà, contro l'assedio di Epaminonda secondo la testimonianza di Senofonte, discepolo socratico che non aveva egli stesso disdegnato, un tempo, di imbarcarsi nella sua celebre anabasi mercenaria, ritrovandosi infine al comando di un esercito di diecimila opliti.

##### Eterie e confraternite militari intertribali
Gli storici si sono interrogati su quali dinamiche sociali abbiano permesso, a un complesso etnico così politicamente frammentato, la pianificazione e il perseguimento di movimenti di tale ampia portata, sia militare che demografica, come furono l'invasione storica dell'Italia del IV secolo a.C. e l'espansione balcanica, greca e anatolica del secolo successivo. Queste dinamiche accompagnano una mutazione evidente nella struttura sociale dei Celti del IV secolo a.C., il cui elemento di maggior rilievo è rappresentato dal declino delle «antiche dinastie» alla cui dominanza si era andata a sostituire, per cause ancora sconosciute, quella di un nuovo ceto guerriero. La ricerca non è stata ancora in grado di sottrarre le cause di questo rivolgimento sociale al dominio delle pure ipotesi speculative ma, in taluni casi, l'archeologia dei popolamenti e dei contesti funerari ha comunque potuto almeno suggerire l'estrazione dei componenti di questa élite marziale: esponenti di una piccola aristocrazia terriera, disinteressata ad ostentare, almeno a giudicare dai corredi funebri, evidenti differenze di status, e inserita in organizzazioni inter-tribali a base guerriera, quelle confraternite o eterìe militari chiamate in causa da Polibio a proposito dei Celti discesi in Italia. Soccorrono una simile ipotesi sia l'uniformità degli armamenti rinvenuti sia il riprodursi, nel IV e III secolo a.C., di alcuni ricorrenti temi iconografici, come la coppia di draghi e la lira zoomorfa: questi, probabili simboli di appartenenza a simili consorterie, sono stati trovati su foderi di spada diffusi in un'area estesissima che dalla Transilvania arriva fino alle isole britanniche.
Proprio l'attitudine ad aggregarsi in consorterie militari potrebbe fornire la chiave in grado di spiegare le doti di eccezionale dinamismo e mobilità palesate dai Celti nel secolo e mezzo della loro espansione storica; questo farebbe luce anche sulla loro capacità nel saper andare oltre gli angusti orizzonti ancestrali, ricomponendo la tradizionale divisione in una coesa dimensione super-tribale, analoga a quella dei Fianna del ciclo feniano-della mitologia irlandese e probabilmente permeata e rinsaldata da comuni sensibilità religiose, come il tema della ricerca eroica della 'buona morte', evidente nell'ostentata ritualità di quei Gesati che, nudi in battaglia, andarono incontro al nemico e alla morte sul campo a Talamone.

#### Origine geografica degli invasori: Gallia nordorientale ed Europa centrale
I testi scritti e le evidenze archeologiche concordano nell'individuare una duplice origine degli invasori: da una parte la Gallia nord-orientale, con i Senoni, popolo gallico che, dalla originaria Champagne, si stabilì in Romagna e nelle Marche del Nord; dall'altro l'Europa centrale, soprattutto la Boemia, con il popolo dei Boi.
Sono considerati significativi i numerosi indizi sull'esistenza, già nel V secolo a.C., di stretti contatti tra queste due regioni continentali e l'area peninsulare etrusco-italica e italiota. Altrettanto significativo è ritenuto il successivo perdurare di stretti legami tra i popoli che si stanziarono in Italia e le zone di origine: alcuni dei riscontri sono forniti dalle produzioni artistiche dei Remi della Champagne, la cui alta qualità, priva di precedenti, è manifestamente debitrice di influssi greco-etruschi; altro elemento di questa continuità di relazioni è dato dallo sviluppo in Boemia di una nuova e originale facies artistica locale, debitrice di influssi e scambi stabiliti con le culture peninsulari attraverso la mediazione dell'ambiente celto-italico.
Non sono noti i motivi che spinsero alla migrazione. Alcune fonti si rifanno alla necessità, della ricerca di nuove terre per l'insufficienza delle vecchie o sulla spinta di carestie. Ma questi, motivi, che ricorrono spesso anche in altre tradizioni, non trovano, in questo specifico caso, alcun riscontro archeologico.

### Emergenza di una facies artistica celto-italica

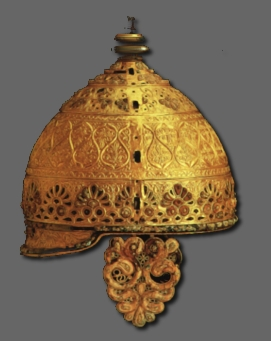
L'elmo di gala da Agris, in Charente, testimonia l'ampia irradiazione di un nuovo originale stile artistico maturato in ambiente greco-italico, stile vegetale continuo, detto anche stile di Waldalgesheim, dalla località renana che ne ha restituito molte cruciali testimonianze.

In questa fase e con questi influssi, la sovrapposizione dei nuovi venuti ai preesistenti sostrati locali diede luogo a processi di profonda integrazione i cui esiti appaiono molto complessi e differenziati: in questo caso l'archeologia si trova in contrasto con le fonti, che tramandano la percezione di un popolamento celtico non solo apparentemente omogeneo, ma anche in perenne antagonismo con l'elemento locale.
Ma, al di là delle differenze riscontrabili, il risultato emergente da questi processi sarà un complesso di manifestazioni iscrivibili a un'originale e coerente facies celto-italica. i cui effetti si ripercuoteranno ben presto a nord delle Alpi, innescando una fase di rinnovamento dell'arte celtica.

#### Lostile vegetale continuoostile di Waldalgesheim
L'interscambio con gli ambienti artistici greco-etruschi, soprattutto a sud del Po, fece emergere in ambiente celto-italico, un nuovo originale stile dell'arte celtica (detto 'vegetale continuo' o 'di Waldalgesheim' o ancora 'maturo'), caratterizzato da decorazioni floreali e vegetali: motivi di origine etrusco-italiota, come racemi e palmette, sottoposti a lievi ritocchi, sono inseriti in inviluppi continui e concatenazioni, con molta più verve e minore insistenza per la pura simmetria geometrica, o la semplice giustapposizione, in favore di un utilizzo di nuovi «principi dinamici» di composizione artistica, tra cui la simmetria per rotazione.
Nella nuova voga, la figurazione umana e animale, pur non scomparendo, assume un ruolo più velato e allusivo, prelude all'evoluzione in cui l'evanescenza delle forme rimane in equilibrio attraverso "metamorfosi plastiche" i cui esiti sfumati lasciano aperte molteplici e contemporanee interpretazioni della stessa File: fitomorfa, antropomorfa, zoomorfa o astratta.
Sono esempi del 'vegetale continuo' il fodero e i torquis di Filottrano o l'elmo cerimoniale in bronzo, ferro e corallo, rinvenuto in un ipogeo di Canosa di Puglia, il più meridionale tra i reperti in questo stile. La nuova acquisizione stilistica si afferma rapidamente anche oltralpe, come documentato da numerosi ritrovamenti di alta qualità, in vari siti, tra cui quello eponimo di Waldalgesheim. Uno dei più significativi risultati di questa irradiazione è rappresentato dall'elmo da parata di Agris, in Charente, dalla complessa fattura in ferro placcato in bronzo, con rivestimento d'oro e inserti di corallo a cabochon, assicurati da rivetti in argento.

## Scontri del III secolo a.C.

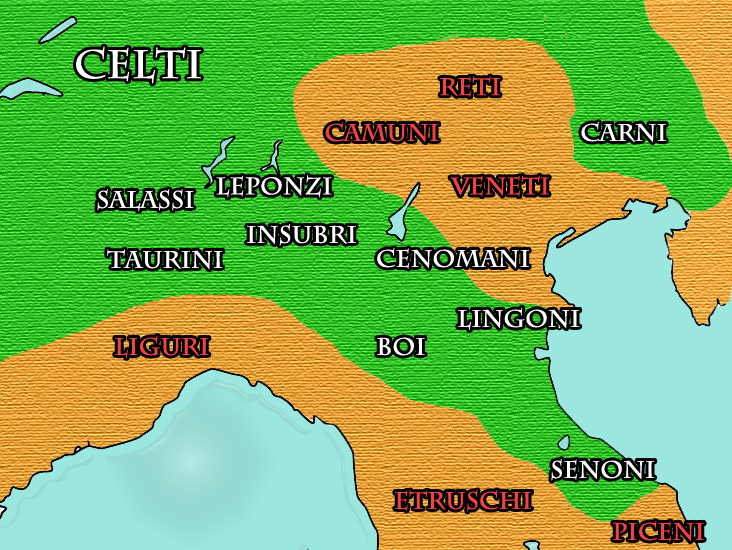
Le popolazioni della Gallia Cisalpina.

Ora che tra Celti e Romani era corso per la prima volta il sangue, altri conflitti intermittenti, per oltre due secoli, continuarono a sorgere tra i contendenti: intorno al 360 a.C. Tito Manlio Imperioso vinse i Celti in battaglia presso il ponte sull'Aniene, trasmettendo alla propria discendenza il cognomen Torquatus, per aver sottratto il torque a un nemico vinto in singolar tenzone.
Nel 332 a.C. tra Roma e i Senoni fu stipulato un trattato di pace che, a quanto sembra, garantì un interludio di pace durato circa trent'anni.
Ma ben presto, nell'ambito della terza guerra sannitica, i Senoni seguirono le sorti della coalizione italica etrusco-sannita con cui si erano alleati: insieme ad essi furono sconfitti nella battaglia del Sentino, che permise a Roma l'istituzione dell'Ager Gallicus e la fondazione della colonia di Sena Gallica, che ancora conserva, nel moderno toponimo di Senigallia, la duplice memoria dell'etnonimo e dell'origine di quel popolo celtico.
Nel 283 a.C. Roma vinse la battaglia del lago Vadimone, combattuta contro una coalizione celto-etrusca.
Nel 249 a.C. i Boi chiamarono in soccorso i Galli transalpini, innescando una nuova crisi che si concluse nel 225 a.C., l'anno in cui si registra l'ultima invasione gallica dell'Italia: i Romani persero la battaglia di Fiesole mentre l'anno successivo la vittoria contro Insubri, Boi e Gesati nella battaglia di Talamone, spianò a Roma la strada per la conquista del Nord. Per la prima volta l'esercito romano poteva spingersi oltre il Po, dilagando in Gallia Transpadana: la battaglia di Clastidium, nel 222 a.C., valse a Roma la presa della capitale Mediolanum. Pochi decenni dopo, lo storico greco Polibio poteva già personalmente testimoniare la rarefazione dei Celti in Pianura Padana, espulsi dalla regione o confinati in alcune limitate aree subalpine.
I Romani subirono, nel 216 a.C., uno smacco contro i Boi, nell'agguato della Selva Litana ma furono vittoriosi nella Battaglia di Cremona, del 200 a.C., e nella battaglia di Mutina (Modena), del 194 a.C. Si compiva, con la sottomissione dei Boi, la conquista della Cisalpina.
La Gallia Cisalpina fornì a Cesare il bacino a cui attingere per la coscrizione delle legioni da utilizzare nella campagna di Gallia: la ricompensa si ebbe nel 49 a.C. quando, attraversato il Rubicone, innescata la guerra civile con Pompeo e ottenuto il titolo di dictator, Cesare concesse la cittadinanza romana.

## Primi scontri fuori dall'Italia (II secolo a.C.)
Fino a quel momento, la conflittualità tra Celti e Romani aveva sempre avuto come teatro la penisola italiana. La propensione di Roma verso la Gallia non aveva potuto manifestarsi neppure dopo la vittoriosa conclusione della seconda guerra punica, quando le legioni romane si dovettero impegnare su altri fronti, in un regolamento di conti con le ostiche tribù dei Liguri e con il popolo dei Celti insubri.

### Guerra contro i Galati dell'Asia Minore
La Guerra galata fu combattuta nel 189 a.C. fra i Galati dell'Asia Minore e la Repubblica romana, alleata con il Regno di Pergamo. I Romani, dopo aver a lungo combattuto contro i Seleucidi in Siria ed averli definitivamente sconfitti a Magnesia, volsero la loro attenzione alle tribù celtiche dei Galati stanziate in Galazia. Il console Gneo Manlio Vulsone, adducendo al fatto che erano stati alleati ai Seleucidi durante la guerra precedente, iniziò la campagna senza averne ricevuto l'assenso da parte del Senato romano. Raggiunti dalle truppe di Pergamo, i Romani marciarono verso l'interno dell'Asia Minore e attaccarono i Galati, battendoli in due scontri: prima presso il Monte Olimpo, poi ottenendo una vittoria risolutiva nei pressi di Ancyra, l'odierna Ankara.

### Sottomissione e rivolte dei Celtiberi
Intanto, l'ultimo scorcio del III secolo a.C., con l'epilogo del conflitto con Cartagine, aveva fatto guadagnare a Roma, senza alcuna specifica offensiva militare, territori e popoli già assoggettati a Cartagine: tra questi vi erano i Celtiberi, la cui mancanza di coesione procurava problemi alla pacificazione romana.
L'insofferenza e il ribellismo celtiberico si manifestarono in una serie di tre conflitti, indicati come guerre celtibere, svoltisi nell'arco di tempo tra il 181 e il 133 a.C., durante il quale emerse, come centro simbolico della lotta, la regione di Numanzia: dislocata lungo l'alta valle del Durius, la cui roccaforte seppe resistere per decenni a vari tentativi di assedio prima della capitolazione finale.
La prima delle sollevazioni, quella del 181 a.C., fu temporaneamente sedata da Tiberio Sempronio Gracco nel 179 a.C. Ma, passati nemmeno trent'anni, Roma decise di intervenire contro quelli che interpretava segnali premonitori di una ripresa: Quinto Fulvio Nobiliore concluse la seconda guerra, nel 153 a.C., con la presa di Segeda e l'assedio, poi revocato, ai superstiti asserragliati a Numanzia.

#### Terza guerra celtiberica e alleanza con i ribelli lusitani
I problemi si acuirono quando la politica opprimente di Roma, condotta con «modi indegni», ebbe l'effetto di coagulare l'insofferenza generale e suscitò una rivolta dei Lusitani, guidata dal pastore Viriato, che, nell'onda di rivolta, raccolse attorno a sé, nel 143 a.C., anche l'appoggio delle popolazioni celtiberiche.
Il leader ribelle non si offrì allo scontro aperto ma predilesse una tattica di logoramento con azioni e raid di guerriglia, confortate da iniziali e cospicue vittorie. Il disegno di Viriato incontrò però un limite nell'instabilità della coalizione: i successi iniziali gli guadagnarono l'indipendenza attraverso una pace onorevole, ma dovette subire l'immediato voltafaccia del senato romano che, rimangiandosi i patti, gli inviò contro un esercito a riprendersi i territori concessi. Anche la fine di Viriato, nel 139 a.C., fu ottenuta da Roma in maniera indegna: non cadde in battaglia ma per mano di alcuni sicari, corrotti e reclutati dai Romani tra i suoi stessi subalterni.

#### Assedio di Numanzia

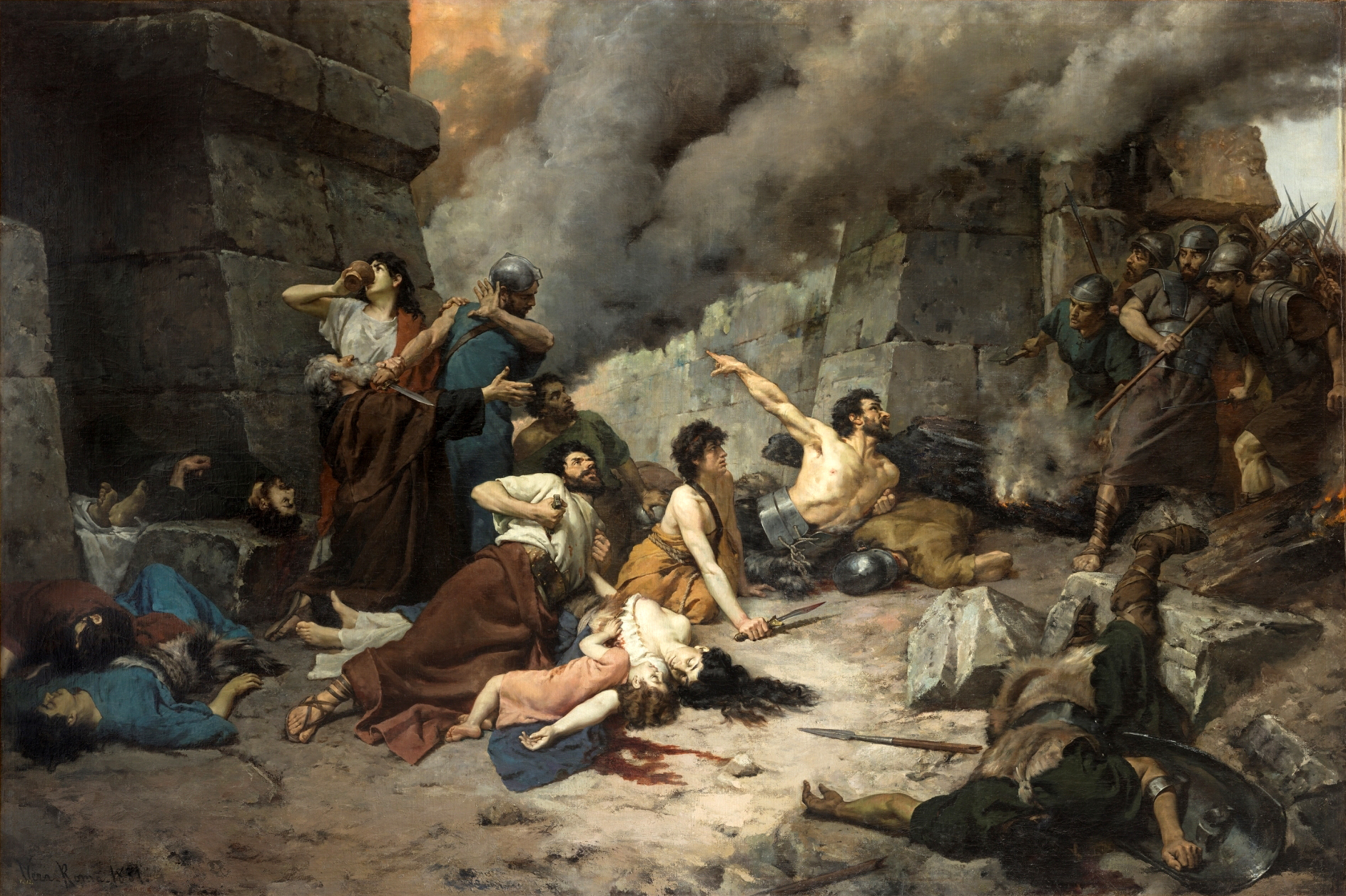
La fine dell'assedio di Numanzia.

Ancora una volta il punto focale della ribellione fu Numantia, capace di resistere a due successivi assedi portati nel 141 e nel 138 a.C.
Si giunse al punto che il console Ostilio Mancino trattò una resa disonorevole per salvare i suoi 20 000 soldati, ma la sua decisione fu sconfessata da Roma: il senato, ispirato da Scipione Africano Minore, rifiutò l'intesa e consegnò il console ai nemici, quale atto riparatorio di una lesione dello ius gentium: i numantini, insensibili di fronte alla promessa di un riscatto, lo sottoposero, nudo e in catene, ad un'umiliazione alle porte della città.
Dopo altri insuccessi, toccò allo stesso Scipione risolvere la situazione con l'assedio di Numanzia, uno dei grandi assedi della storia, durato otto mesi e conclusosi con la completa capitolazione dei ribelli e la distruzione della città nel 133 a.C. L'evento, uno dei più famosi della storia militare di tutti i tempi, ebbe due testimoni d'eccezione: lo storico greco Polibio e un romano destinato di lì a poco a gloriosi successi militari contro Giugurta e contro Cimbri e Teutoni.

### Prime iniziative in Gallia
La prima apparizione delle insegne romane in Gallia si ebbe intorno al 150 a.C., quando l'esercito di Roma fu impegnato nel sud della Gallia ad ingaggiare la prima delle campagne contro le tribù celto-liguri dei Salluvii, spina nel fianco di Massalia, l'odierna Marsiglia, colonia focea legata a Roma da amichevoli rapporti risalenti almeno all'inizio del IV secolo a.C., e meritevole della gratitudine di Roma per l'aiuto prestato nella seconda guerra punica.
I Salluvi, che gravitavano sulla loro capitale Entremont (presso l'attuale Aix-en-Provence), furono rapidamente sconfitti e le legioni romane poterono fare immediato ritorno in patria. Una generazione dopo, Roma è costretta a intervenire di nuovo: i Salluvi sono definitivamente sconfitti intorno al 125-124 a.C. dal console Marco Fulvio Flacco. L'oppidum di Entremont cade in mano romana mentre i superstiti beneficiano dell'ospitalità dei vicini e temibili Allobrogi È solo l'inizio di un processo che, in alcuni decenni, portò alla decadenza politica e al completo assoggettamento della Gallia transalpina al potere di Roma.

### Alleanze con gli Edui

La confederazione edua alleata di Roma a fronte di Arverni e Sequani.

L'ingerenza armata nei territori d'oltralpe, potrebbe aver fornito a Roma le prime occasioni per stringere inedite alleanze con popolazioni celtiche: fu probabilmente negli stessi anni dell'intervento contro i celto-liguri che Roma poté intessere i primi benevoli contatti con gli Edui, dislocati in Gallia centrale, in un territorio controllato dalla capitale Bibracte (nei pressi dell'odierna Autun). Queste relazioni sedimentarono, in breve tempo in una vera e propria alleanza, fino al conferimento agli Edui di uno status privilegiato, quello di «amici et socii populi Romani» («amici ed alleati del popolo romano»): quest'alleanza doveva rivelarsi decisiva per le successive mire di Roma nella regione, dagli anni che immediatamente seguirono, fino alle campagne militari di Cesare: poco dopo, probabilmente con la fondazione della provincia narbonense, si fecero ancor più stretti i vincoli di amicizia con gli Edui, ora promossi al grado di «fratres populi Romani».

### La creazione della provincia Narbonense
Negli anni immediatamente successivi alla sottomissione dei Salluvii e alla conquista di Entremont, si acuirono le tensioni con i popoli stanziati a est e a ovest del corso del Rodano, Allobrogi e Arverni. Roma, forte anche della sua alleanza con gli Edui, si sentì pronta a lanciare una campagna di espansione nelle regioni meridionali della Gallia e a contrastare il risorgente egemonismo arverno portato avanti dal suo leader Bituito: questi avrebbe radunato trecentomila uomini, ma i consoli che si avvicendarono in quegli anni, Quinto Fabio Massimo e Gneo Domizio Enobarbo, portarono a termine l'annessione di territori a sudest e a cavallo del Rodano. La vittoria di Enobarbo, presso la confluenza tra il Rodano e l'Isère decise definitivamente la contesa: nel 121 a.C. venne eretta la provincia romana della Gallia Narbonense e, tre anni dopo, venne dedotta la colonia di Narbona, capitale provinciale con il suo porto: le nuove acquisizioni territoriali rendevano possibile la frequentazione di un agevole collegamento con le province ispaniche, attraverso la Via Domitia, costruita da Gneo Domizio Enobarbo negli anni dal 121 al 117 a.C.

### Guerre in Norico e Gallia contro Cimbri e Teutoni

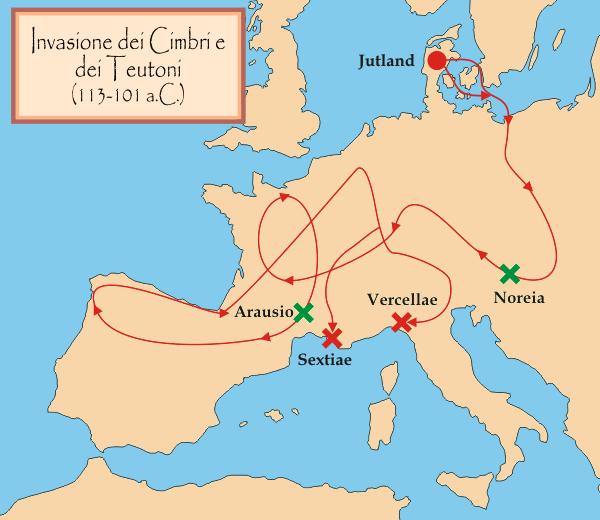
Le invasioni di Cimbri e Teutoni ebbero come teatro la Gallia. I loro popoli, di stirpe germanica, erano percepiti dai Romani come celtici.

Nonostante la distanza storica e i molti anni trascorsi, era ancora viva a Roma la memoria dell'umiliante sacco subìto ad opera delle tribù celtiche provenienti da oltralpe, un evento storico ormai trasfuso in una tradizione leggendaria, da trasmettere di generazione in generazione. Nessuno poteva però immaginare che Roma, nel giro di pochi anni, si sarebbe trovata a fronteggiare gli spettri di una nuova minaccia che incombeva dal nord, nascosta dietro i nomi di Cimbri e Teutoni: si trattava, in realtà, di popoli di stirpe germanica, ma che, a quel tempo, per un'errata percezione portava ad attribuire al mondo celtico. Nel 113 a.C., piombarono in forze sul Norico e minacciarono l'Italia attraverso le Alpi. I Celti Taurisci chiesero allora l'intervento dei Romani che si infilarono in un lungo e incerto conflitto contro Cimbri e Teutoni: l'esordio si ebbe nel 112 a.C., nella battaglia di Noreia presso l'omonima città, risoltasi in una grave sconfitta per i Romani, che subirono l'annientamento di un esercito consolare. I Romani patirono ulteriori rovesci presso il Rodano, prima di andare incontro, nel 105 a.C., presso Orange, alla disfatta di Arausio, la peggiore dai tempi della sconfitta subita a Canne. La tradizione successiva vorrà attribuire la debacle all'ombra di una maledizione incombente sui profanatori dell'Aurum Tolosanum, come veniva chiamato il tesoro proveniente dalla spedizione celtica a Delfi, sottratto con ignominia, qualche anno prima, dal proconsole Quinto Servilio Cepione, da un nemeton celtico presso Tolosa.
Ad allontanare la minaccia contro Roma fu infine Mario, vincitore (nel 102 e 101 a.C.) nella battaglia di Aquae Sextiae (Aix-en-Provence) e nella battaglia dei Campi Raudii: entrambe le popolazioni furono virtualmente annichilate e la loro minaccia allontanata.
La Gallia, teatro del conflitto, ne uscì profondamente provata, con gli insofferenti Allobrogi ancora non del tutto pacificati: proprio tra loro, nel 63 a.C. Catilina si rivolse a loro nell'inutile ricerca di un sostegno alla sua congiura. Nonostante la lealtà dimostrata in questa occasione, solo due anni più tardi Roma dovette spegnere una loro rivolta.

## Campagne di Cesare in Gallia e in Britannia (I secolo a.C.)

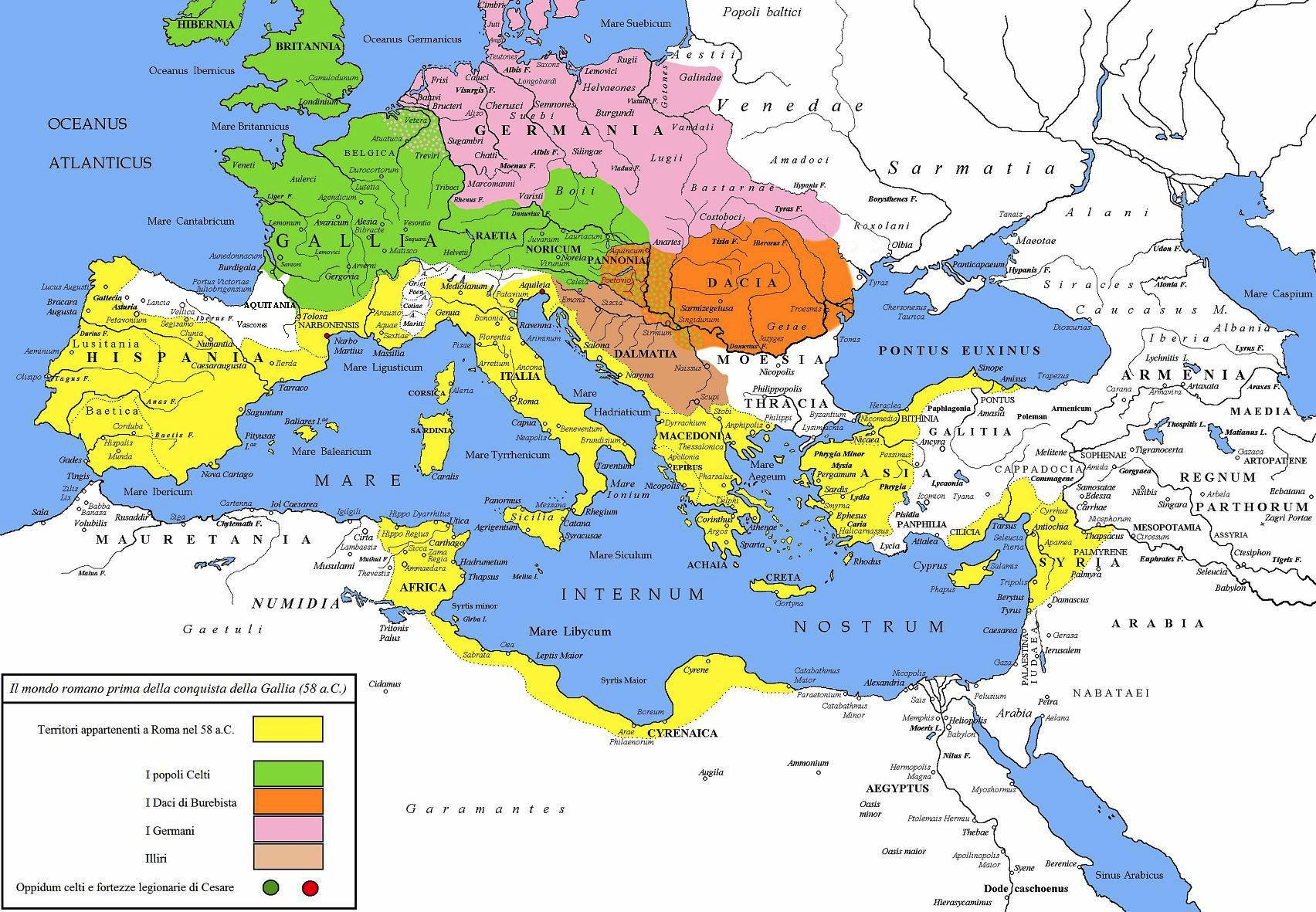
Il mondo romano nel 58 a.C., prima della conquista della Gallia da parte di Cesare.

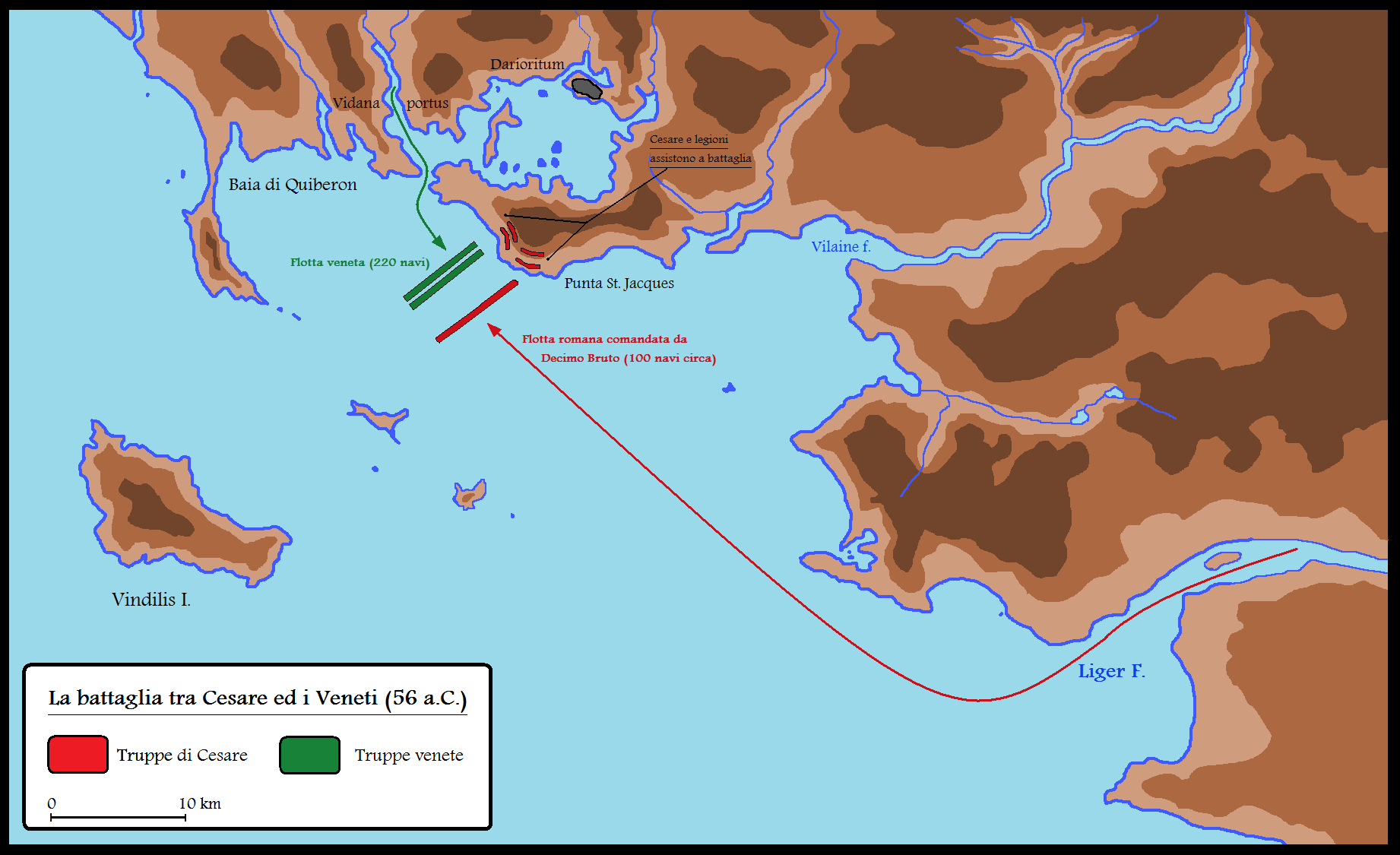
Lo scontro navale del 56 a.C., presso la baia di Quiberon, contro la talassocrazia dei Veneti, che solcavano e dominavano le rotte per la Britannia.

Il problema celtico non si sarebbe risolto se non quando Cesare avesse posto mano alle sue campagne galliche.
Per ottenere il pretesto per un suo intervento, egli agitò proprio i vecchi fantasmi popolari del primo sacco celtico di Roma, rinfocolati dai più recenti spettri dei Cimbri e dei Teutoni. Quando le tribù di Elvezi e Tigurini iniziarono una migrazione lungo una rotta che li avrebbe portati a sfiorare appena, senza nemmeno attraversare, la provincia Narbonense, Cesare ebbe un pretesto a malapena sufficiente per dare corso, tra il 58 e il 49 a.C., alle sue campagne galliche. Dopo aver praticamente falcidiato la tribù elvetica, Cesare dispiegò un'aspra campagna, da un capo all'altro della Gallia, contro altre tribù, i cui territori furono annessi a quelli di Roma. I Galli si portavano dietro il peso delle loro tradizionali divisioni interne: uscirono sconfitti da una serie di battaglie svoltesi lungo l'arco di una decade.
Cesare sconfisse gli Helvetii nel 58 a.C., nella battaglia di Genava, nella battaglia del fiume Arar e nella battaglia di Bibracte (presso l'omonimo oppidum gallico); dalla battaglia del fiume Axona uscì invece sconfitta la confederazione celto-germanica dei Belgi, mentre i Nervii furono battuti nel 57 a.C. nella battaglia del fiume Sabis. Aquitani, Treviri, Tencteri, Edui ed Eburoni subirono la stessa sorte in battaglie sconosciute, mentre contro i Veneti che, in una sorta di «talassocrazia» armoricana, imponevano tributi e dominavano le rotte commerciali per la Britannia, dovette addirittura allestire una flotta sulla Loira: I Veneti furono sconfitti in battaglia navale nel 56 a.C. presso la baia di Quiberon, poco a nord dell'estuario della Loira, grazie a particolari espedienti tecnico-tattici ideati e messi in opera dalla flotta romana.

### Prime spedizioni romane in Britannia
Sempre nello stesso contesto bellico, Cesare diede corso alle sue due spedizioni in Britannia degli anni 55 e 54 a.C., le cui vicende furono legate principalmente alla vittoria sul re Cassivellauno. I successi britannici non procurarono alcun avanzamento territoriale, ma servirono a costruire una rete di re-clienti di Roma: negli anni successivi questo sistema di clientele avrebbe posto le basi per una nuova politica di rapporti, proseguita attraverso l'età augustea e fino alla parziale conquista della Britannia voluta dall'imperatore Claudio.

### La rivolta gallica di Vercingetorige e la battaglia di Alesia

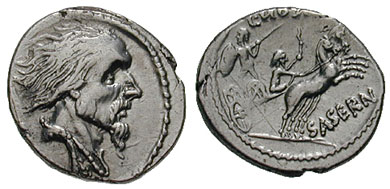
Questo volto di capo gallico, con fibula e paludamentum, potrebbe essere l'unico ritratto di Vercingetorige, emaciato e provato dalla cattività. Il denario argenteo fu infatti battuto, con fini propagandistici, da Saserna, magistrato monetale intorno al 48 a.C., negli anni in cui Vercingetorige languiva a Roma, prigioniero del Tullianum.

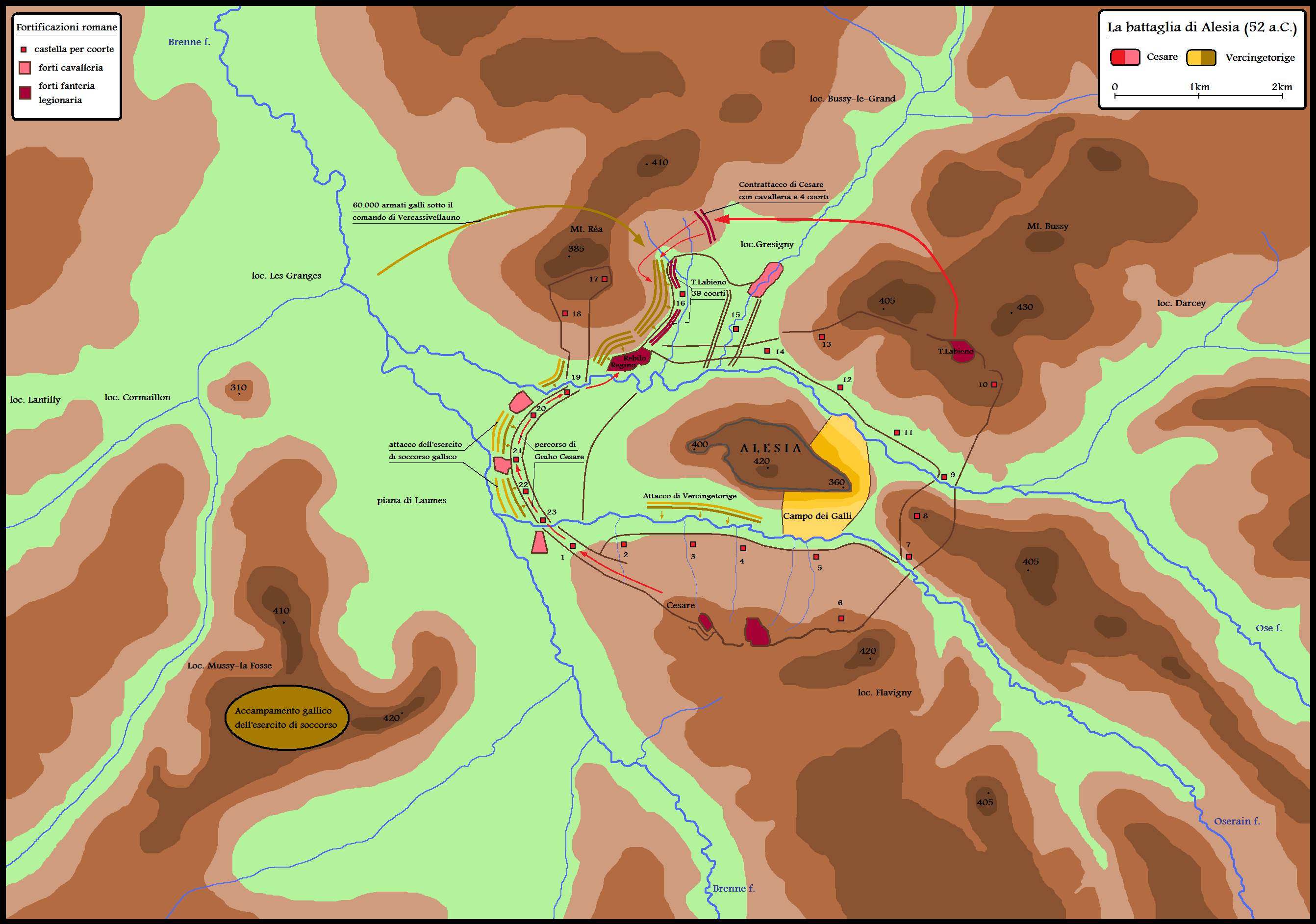
I momenti salienti della fase finale della battaglia di Alesia.

Nel 52 a.C. a Cenabum, oppidum centrale dei Carnuti, si compie un eccidio premeditato di commercianti romani, maturato in ambienti druidici e ordinato dal gutuater custode del locale nemeton. Questo episodio prelude all'entrata di Vercingetorige sul proscenio della storia, con un sincronismo così sospetto da non poter essere giudicato casuale: il massacro di Cenabum si rivela il segnale d'inizio di un vasto movimento di rivolta, destinato in breve a estendersi a quasi tutta la Gallia, fino a raccogliere per strada anche la defezione dei più fedeli alleati di Roma, gli Edui e i relativi confederati. Cesare, intuita fin dal primo segnale la criticità della situazione, fu costretto a una precipitosa e audace manovra di rientro in Gallia dai territori cisalpini presso i quali si era imprudentemente ritirato.
Solo e isolato nel cuore della Gallia, Cesare dovette spendere i suoi migliori talenti di generale contro l'audace e innovativa iniziativa guidata da Vercingetorige: nel 52 a.C., dopo il vittorioso assedio di Avarico, e un séguito di battaglie non decisive, Cesare ebbe infine ragione della ribellione nella celeberrima battaglia di Alesia, un evento destinato ad iscriversi nella serie degli episodi più celebrati della poliorcetica.

#### L'epilogo di Vercingetorige e della Gallia celtica
Con la soccombenza di Vercingetorige, il grosso della rivolta era ormai definitivamente domato e la conquista della Gallia Transalpina poteva dirsi conclusa. Negli anni dal 52 al 51 a.C., infatti, Cesare si trovò a estinguere le ultime sacche di ribellione che ancora covavano in Gallia: con il sopraggiungere dell'anno 50 a.C. la Gallia era interamente pacificata e saldamente sotto il controllo di Roma. Già in quegli stessi anni, durante un soggiorno invernale nell'oppidum celtico di Bibracte, Cesare poteva porre mano alla stesura dei suoi commentarii de bello Gallico.
Vercingetorige fu fatto prigioniero e lasciato al languire alcuni anni nel Carcere Mamertino, in attesa di ornare il sempre rimandato trionfo di Cesare che, si celebrò infine, insieme agli altri, nell'estate del 46 a.C.: in quell'occasione fu mandato a morte da un Cesare probabilmente restio a indulgere a un simile accanimento a freddo, ma forse ancor più riluttante ad opporsi ai desideri di vendetta del popolo plaudente, che chiedeva un trattamento fino ad allora riservato al solo Giugurta. Una sorte ben più dura di quella toccata a Bituito, l'altro ribelle arverno di 80 anni prima, a cui era stato concesso di finire i suoi anni, insieme ai figli, in un tranquillo esilio ad Alba Fucens. Era ormai interrotto il filo rosso del ribellismo arverno che, attraverso due generazioni, aveva unito Vercingetorige a Bituito, attraverso l'interludio di Celtillo, padre del leader ribelle.
La Gallia era entrata così, definitivamente, nell'orbita della pax romana e non riacquistò mai più la sua originaria identità celtica, assoggettata a una inesorabile romanizzazione, con la formazione di un'originale cultura gallo-romana.

### Fuochi di ribellione nella Gallia romanizzata
La provincia fu percorsa nuovamente da alcune ribellioni, imbevute ancora di residue influenze druidiche, come, sotto Tiberio, la rivolta di Giulio Floro e Giulio Sacroviro del 21 a.C., o la fallita iniziativa di Giulio Vindice nel 68 d.C., sotto Nerone. Dopo la morte di Nerone, nell'anno dei quattro imperatori, vi fu sotto Vitellio nella popolazione dei Boi l'effimero tentativo di Maricco nel 69, prontamente represso in corso d'anno. Questi aveva fomentato una rivolta contro Roma fingendosi ispirato dagli dei e dicendo di essere lui stesso un dio. Lo seguirono 8 000 uomini, ma quando cercò di allargare il consenso in altri popoli limitrofi, questi, unendosi a coorti inviate da Vitellio, dispersero i fanatici. Maricco venne catturato e mandato in pasto alle bestie.

#### Rivolta dei Batavi e primoImperium Galliarum(I secolo)
Un sussulto più grave si ebbe in quello stesso anno, con la rivolta batava di Giulio Civile e la confusa, poi fallita prospettiva, di un'aggregazione celto-germanica, l'Imperium Galliarum, proclamato da Giulio Classico (da non confondersi con l'Impero delle Gallie, l'omonimo esperimento politico del terzo secolo).

#### Impero delle Gallie (III secolo)

L'Impero delle Gallie nel 260, sotto Tetrico

L'ultimo e importante evento si ebbe, durante la crisi del III secolo, con Postumo: l'impero delle Gallie, esperimento secessionistico da lui inaugurato nel 259, una sorta di prima forma di Regno di Francia, comprendente Gallia, Britannia e Spagna, durò una quindicina d'anni, prima di esser fatto rientrare da Aureliano nel 274.

## I conflitti con i Celti in età imperiale
La sottomissione della Gallia ebbe l'effetto di sopire ogni possibile minaccia diretta dei Celti verso i territori di Roma. La conflittualità rimase ancora latente ma, da quel momento in poi, fu legata a iniziative belliche decise e programmate da Roma e finalizzate alla rimodulazione del limes stabilito da Cesare, o a nuove espansioni oltre quei confini.

### Campagne illiriche di Ottaviano (35-33 a.C.)

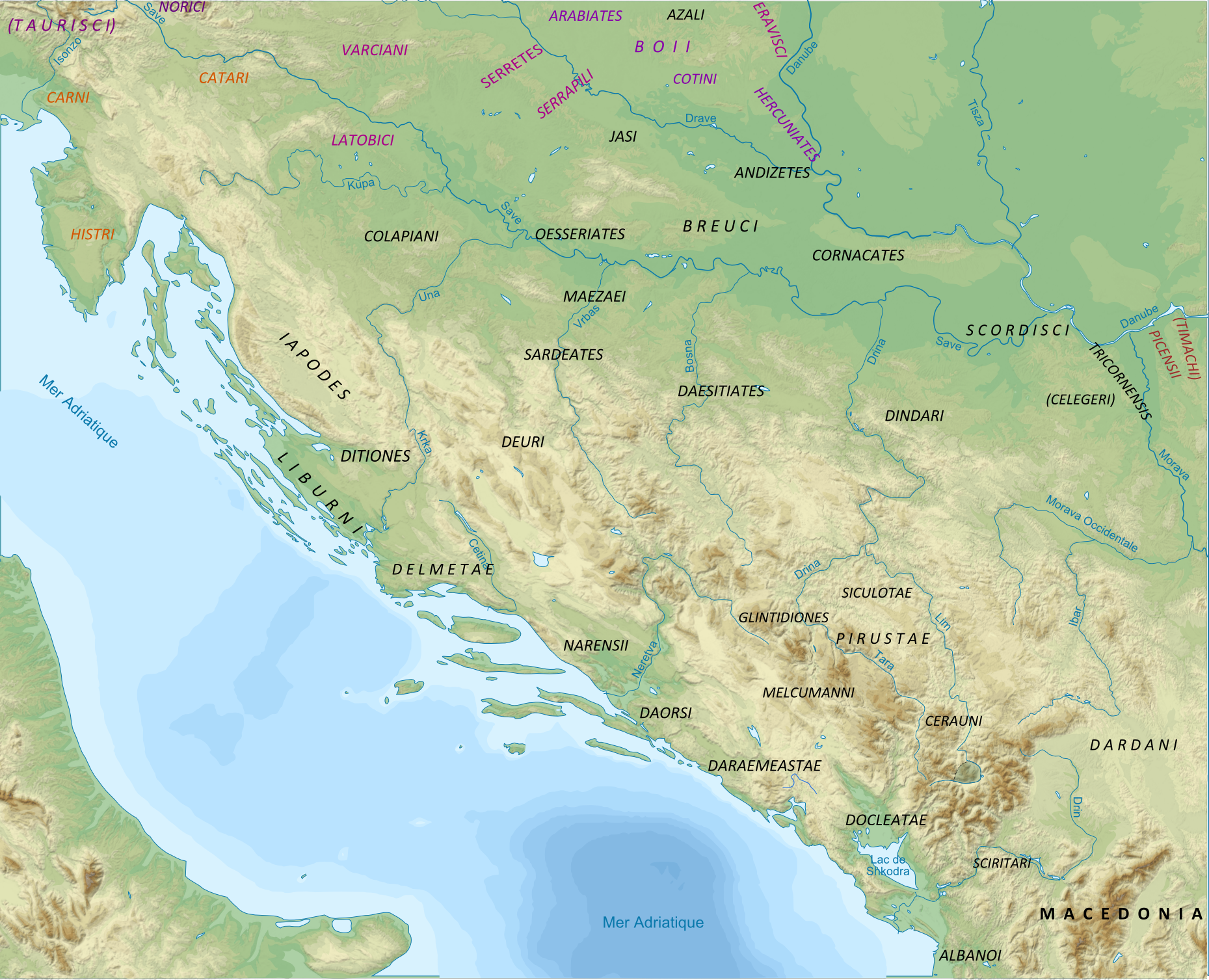
I popoli illirici della Dalmazia prima della conquista romana

Toccò ad Ottaviano, non ancora insignito del titolo di Augusto, assumersi il compito di mettere in sicurezza i confini nord-orientali del nascente impero romano. Questa sua opera lo condusse a misurarsi con residue popolazioni celtiche non ancora soggiogate: negli anni dal 35 al 31 a.C. egli diresse personalmente, rimanendovi anche ferito, una serie di campagne illiriche in cui affrontò un insieme di popolazioni di eterogenea indole, tra cui quelle celtiche e celto-illiriche che occupavano i territori dalla conca carpatica, sia ungherese che transdanubiana, fino alla vicina Mesia, come gli Iapidi della regione della Carniola, i Taurisci, i Boi, gli Scordisci, gli Eravisci, ecc., ottenendo avanzamenti territoriali abbastanza modesti ma strategicamente molto rilevanti.
Nonostante l'importanza dei successi conseguiti nelle sue campagne illiriche, è proprio l'episodio del ferimento, dovuto a una consapevole e temeraria esposizione al pericolo, a gettare luce sul prevalere dei moventi personali rispetto a quelli squisitamente strategici: il peso di eventuali progressi territoriali gli doveva tornare utile nel confronto con Antonio, mentre l'onorevole ferimento, con tanto di accostamento della sua figura a quella di Alessandro, soddisfò il suo desiderio di gloria in battaglia, quella stessa gloria che non lo aveva neppure sfiorato a Filippi, né tanto meno gli aveva arriso nella contesa triumvirale contro Sesto Pompeo.
Le campagne di Ottaviano, distratte da contese interne, non diedero luogo alla completa sottomissione della regione: l'assoggettamento degli Iapidi si risolse praticamente nella quasi estinzione di quel popolo, i cui superstiti, donne e uomini, si abbandonarono a una forma di suicidio collettivo; ma l'intera regione dovette soggiacere al controllo di Roma solo dopo la repressione della rivolta dalmato-pannonica del 6-9 d.C.

### Guerre cantabriche
Con la vittoria di Numanzia, del 133 a.C., Roma si era assicurata buona parte della penisola iberica: sottratte alla conquista romana erano rimaste solo le regioni dell'estremo nord. La conquista romana della penisola iberica si completò con le guerre cantabriche, dal 29 al 19 a.C., che consegnarono a Roma le province dell'Asturia e della Cantabria. L'Iberia fu interamente conquistata già nel 25 a.C. e l'ultima rivolta si ebbe nel 19 a.C.

### Sottomissione e accordi con i Celti alpini (35-7 a.C.)

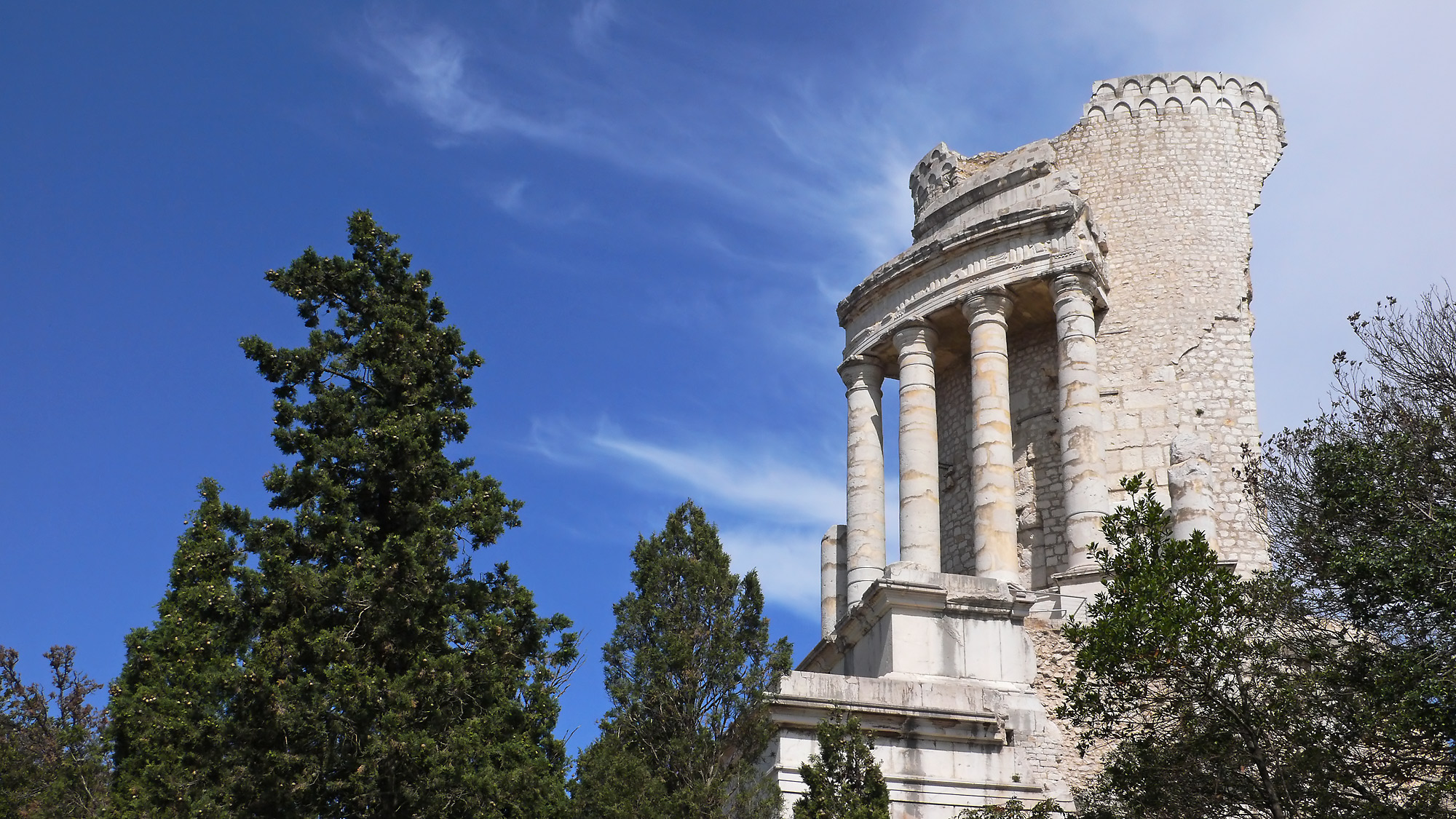
Il Trofeo delle Alpi, monumento celebrativo della sottomissione dei popoli alpini, eretto a La Turbie, a nord del Principato di Monaco.

Le popolazioni celtiche delle Alpi intrattenevano all'epoca rapporti generalmente buoni con Roma, che poteva così contare, di volta in volta, sul valico sicuro di quei territori montani. Questa certezza fu turbata nel 35 a.C., mentre Ottaviano era impegnato in Illirico, quando si rivoltarono i Salassi, il popolo che, insieme ai Taurini, controllava ad occidente i passi e le adiacenze del Gran San Bernardo.
I Salassi furono sconfitti da Terenzio Varrone, generale di Augusto, nel 25 a.C.: ridotti in schiavitù, civili e militari furono venduti sul mercato di Eporedia (Ivrea), mentre la vittoria fu consolidata con la fondazione di Augusta Praetoria (Aosta).
Il tradizionale sistema di dazi praticati da questo popolo fu ereditato da Roma con l'esazione del portorium del 2,5% della quadragesima Galliarum.

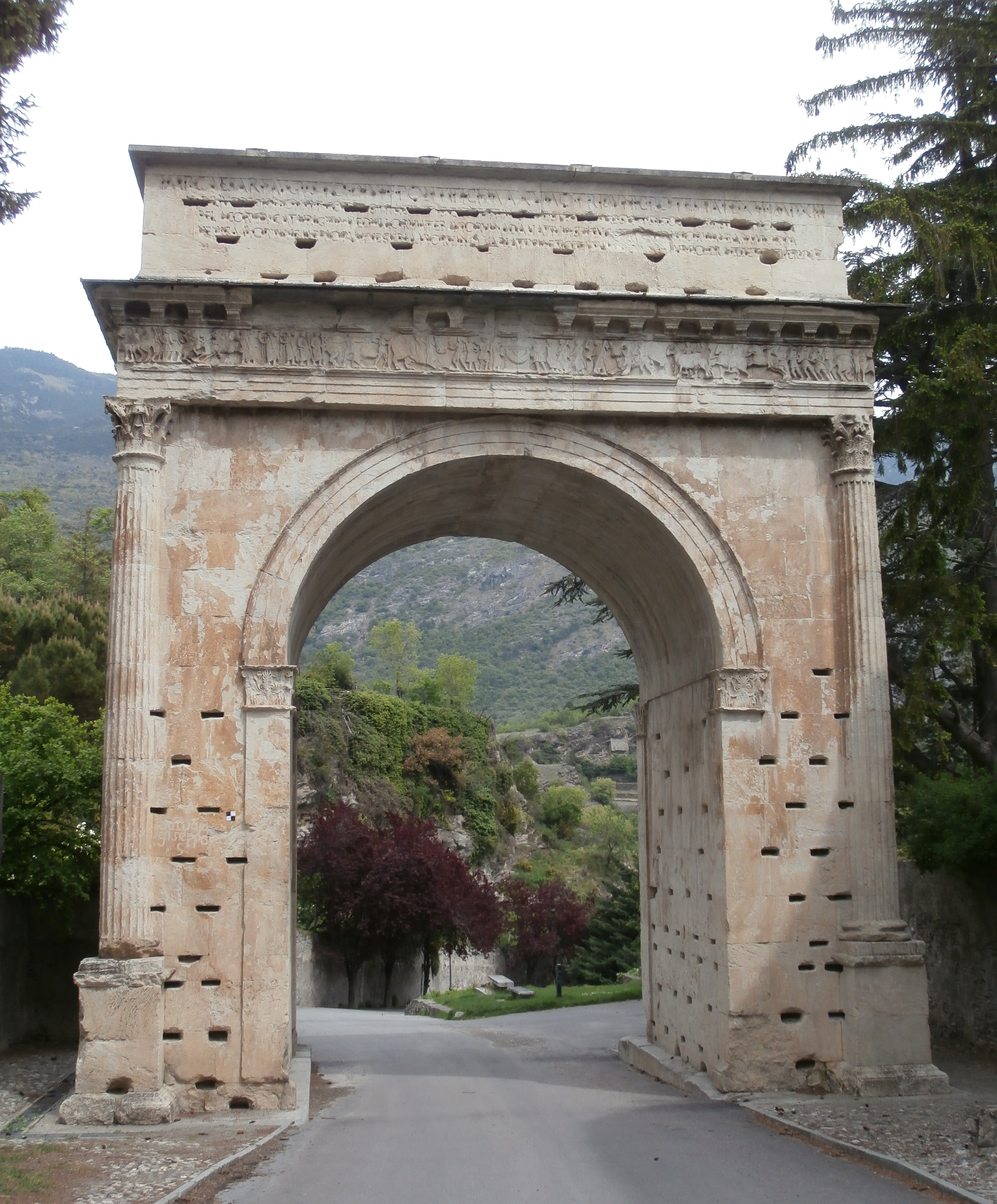
L'Arco di Augusto costruito da Cozio a Susa

Nel settore delle Alpi Cozie (provincia romana) facente capo all'attuale Val di Susa e zone limitrofe, territorio con importanti valichi verso il Sud della Gallia (Colle del Monginevro) e il Nord (il direttissimo Colle Clapier e l'appena più lontano Colle del Moncenisio) vi fu un accordo con il re delle tribù locali, Cozio, con un patto di alleanza ricordato anche attraverso l'erezione nella capitale Segusium (odierna Susa (Italia) dell'Arco di Augusto il cui fregio riporta l'accordo di pace stipulato.
Ma il bisogno di garantirsi la sicurezza di valichi e confini, anche verso le future aree di espansione di Rezia e Vindelicia, rese necessaria un'operazione di complessivo assoggettamento delle enclave di popolazioni alpine, grazie a una serie di campagne, anche diplomatiche, fra il 35 e il 7 a.C., la più importante delle quali fu la manovra a tenaglia condotta nel 15 a.C. dai due fratelli Tiberio e Druso: in quell'occasione Roma si assicurò la Rezia e la Vindelicia estendendo i domini oltre il Brennero e fino alle fonti del Danubio: è probabile che quelle stesse campagne portassero alla definitiva distruzione dell'oppidum celtico di Manching ad opera di Tiberio, vicino al cui sito fu eretta la città di Augusta Vindelicum.
Nello stesso periodo, anche il Norico cadde sotto il dominio di Roma: fu Publio Silio Nerva, proconsole della provincia illirica, militarmente attivo nella regione, a sancirne la sottomissione nel 10 a.C., forse grazie a una transizione indolore, indotta probabilmente dall'estinzione della locale dinastia regale.
La sottomissione delle Alpi fu celebrata con la costruzione del Trofeo delle Alpi (Tropaeum Alpium), a La Turbie, la cui frammentaria iscrizione, ricostruita solo grazie alla tradizione pliniana, riporta i nomi dei 46 popoli soggiogati.

### Espansione in Britannia

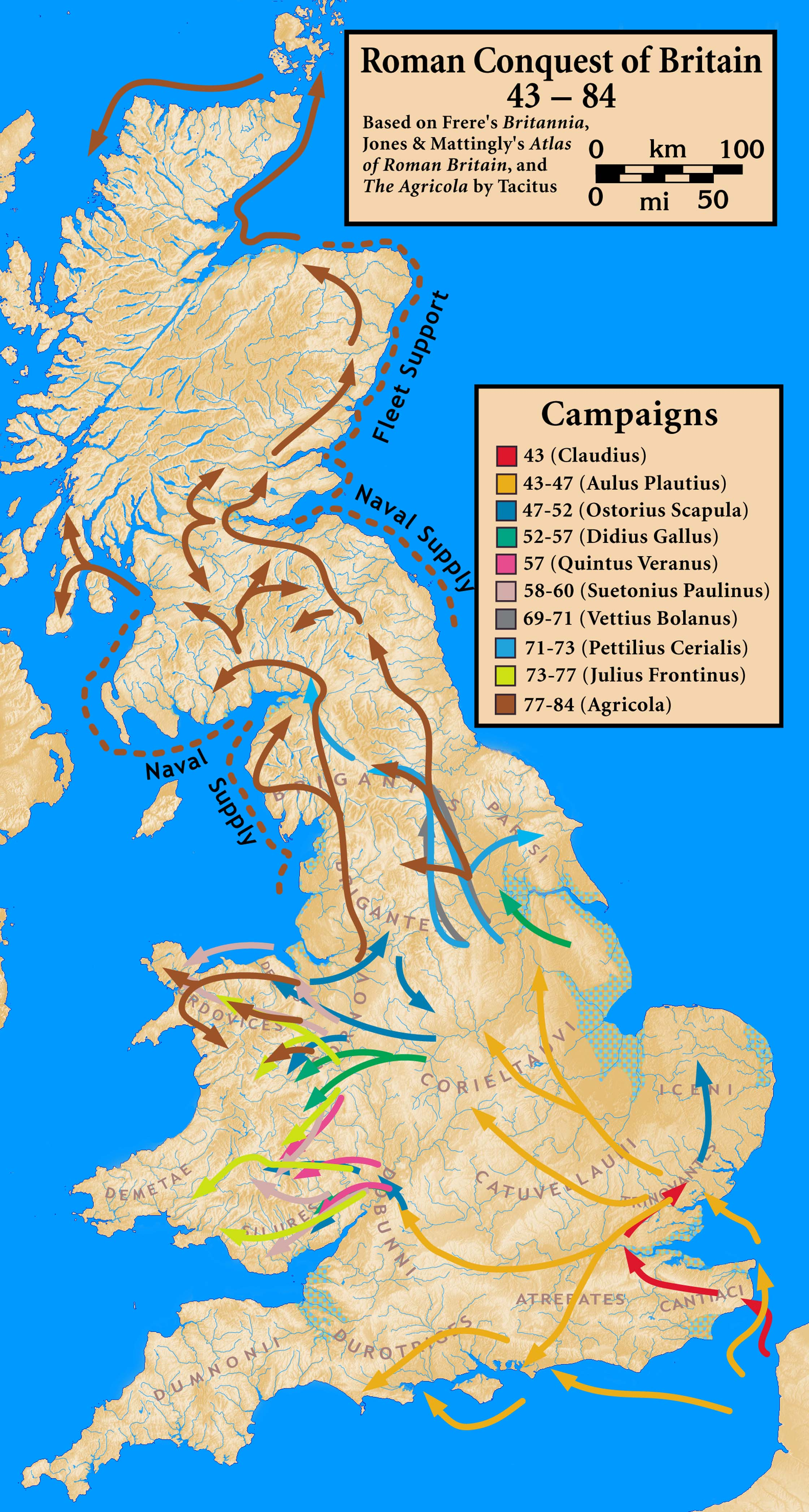
Le tappe della conquista romana della Britannia dal 43 all'84.

#### Britannia pre romana
L'interesse romano per il controllo della Britannia si era già manifestato ai tempi della conquista della Gallia di Gaio Giulio Cesare, inserito, a quel tempo, nel contesto di un vasto disegno strategico che percepiva l'isola, per la sua vicinanza, come fonte di insicurezza per la progettata espansione romana in Gallia.
Le due spedizioni di Cesare in Britannia raggiunsero l'esito sperato da Cesare, riuscendo utili a neutralizzazione il pericolo esterno, ma, in termini puramente territoriali, gli effetti furono invece nulli. Le legioni romane furono ritirate, di fronte alla minaccia della rivolta di Vercingetorige in Gallia e in seguito, nel clima delle guerre civili con Pompeo e della successiva morte di Cesare, la Britannia venne dimenticata.
Nonostante questo, l'aver messo piede nell'isola permise a Roma la costruzione di una rete di clientele regali che avrebbe dato la stura a fitti rapporti commerciali e diplomatici con la provincia di Gallia e Roma stessa: era l'inizio a una forma di romanizzazione condotta per vie commerciali, che incise soprattutto sugli Atrebati, sui Trinovanti sui Catuvellauni. Indipendentemente da atteggiamenti filo o anti-romani, reti di commercio e "graduali infiltrazioni", entrambe archeologicamente documentate in questo periodo, ponevano i presupposti per un futuro assoggettamento.

#### I progetti di Augusto e la spedizione di Caligola

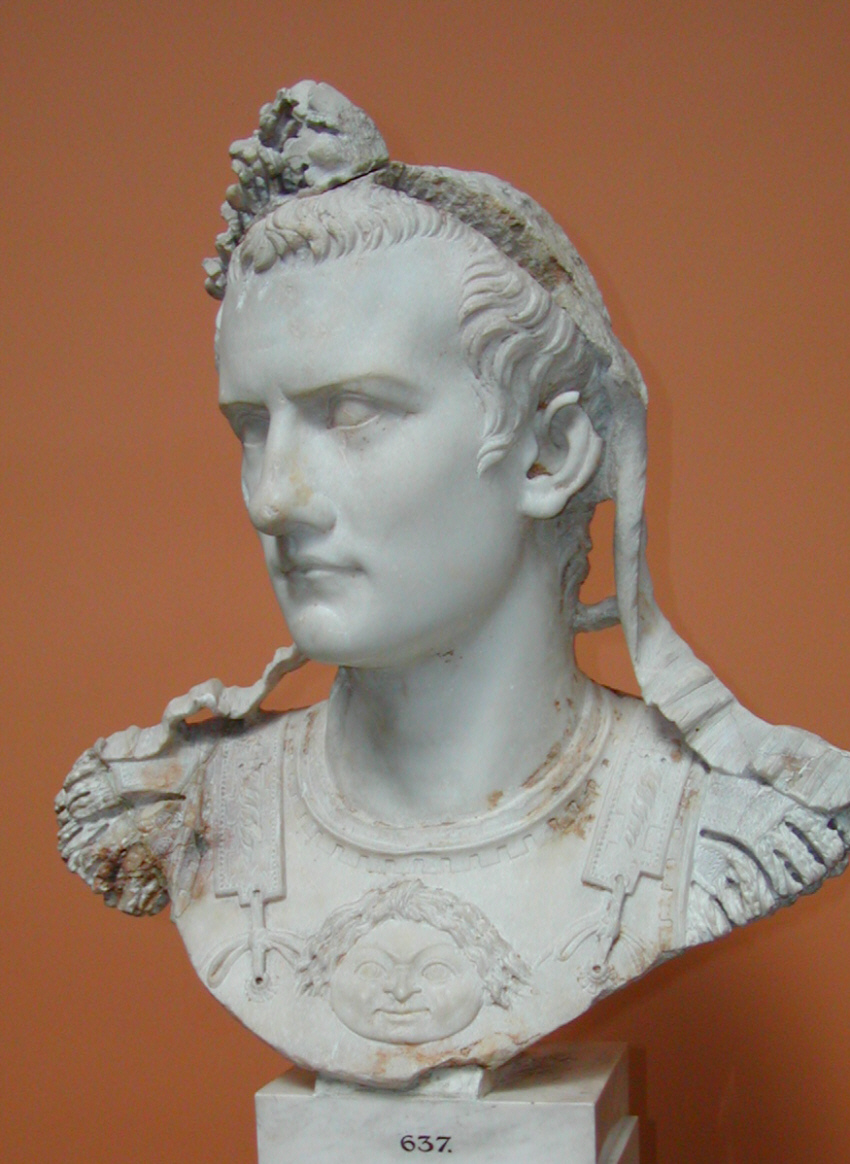
L'imperatore Caligola progettò un'invasione della Britannia che si risolse in un nulla di fatto.

La conquista dell'isola fece inizialmente parte anche dell'agenda politica e militare di Augusto, che fu però distolto dal proposito a causa della già ricordata insorgenza dei rivoltosi Salassi. Emerse allora la figura di Cunobelino dei Catuvellauni il quale, in un quadro di buoni rapporti commerciali con Roma, riuscì a estendere la propria sfera di influenza sulla Britannia sud-orientale fino al Kent, muovendo la residenza da Verulamium (St Albans) a Camulodunum (Colchester), tanto da essere indicato da Svetonio come Britannorum rex.
Nonostante i rapporti commerciali, nell'atteggiamento espansivo di Cunobelino poteva essere apprezzata una componente spiccatamente anti-romana, di cui furono eredi e continuatori due dei suoi tre figli, Carataco e Togodumno; questa politica non avrebbe tardato a produrre i suoi effetti: il quadro cambiò infatti quando il re entrò in dissidio con l'altro figlio Adminio che, con la sua inclinazione filo-romana, supplicò Caligola e lo sollecitò a tentare un'invasione in forze della Britannia, che però si concluse in un nulla di fatto. Gli storici di estrazione senatoriale (e dunque notoriamente estremamente avversi a Caligola) Svetonio e Dione Cassio affermano che l'iniziativa ebbe un epilogo farsesco: i soldati del corpo di spedizione, obbedendo agli ordini di Caligola, anziché essere lanciati in battaglia, dovettero calarsi in mare per raccogliere conchiglie, a costituire il bottino da ricondurre a Roma per gli ornamenta triumphalia.

#### Conquista romana della Britannia (I secolo d.C.)

##### Conquista di Claudio (43-48 d.C.)

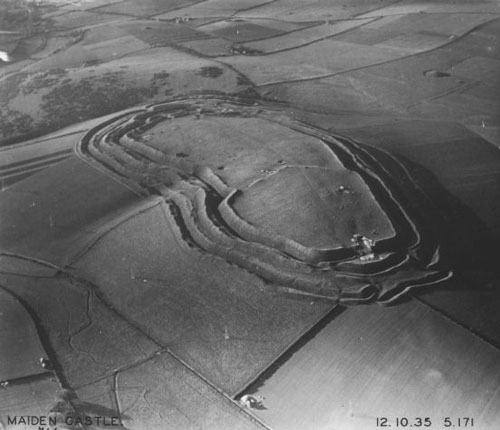
Veduta dell'Hillfort di Maiden Castle, Dorset. Le evidenze archeologiche del rifacimento delle sue mura e del cimitero di guerra sono considerate conseguenze dell'azione della Legio II Augusta al comando di Vespasiano, futuro imperatore romano, durante la conquista della Britannia.

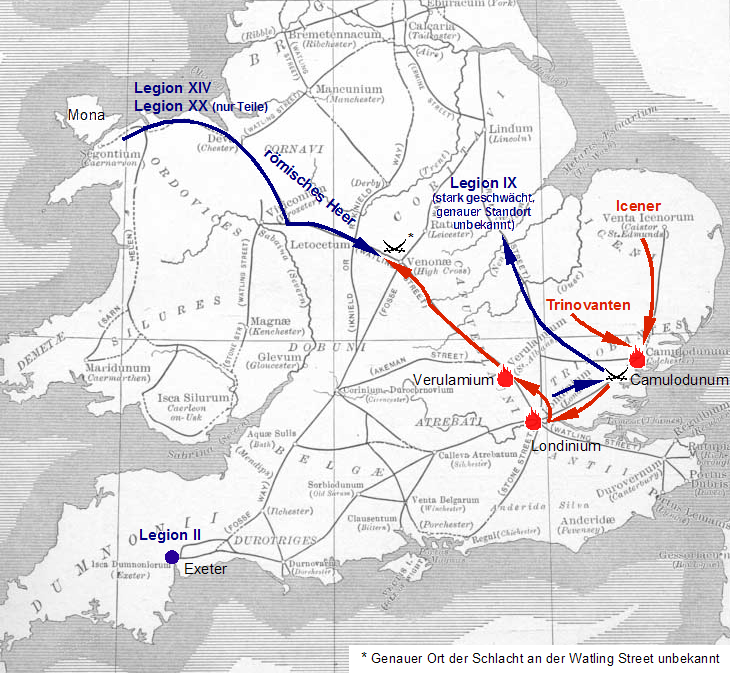
La rivolta di Boudicca (61)

Tre anni dopo il velleitario insuccesso di Caligola, il disegno politico di Augusto fu fatto proprio da Claudio che prese a spunto proprio la politica espansiva espressa dalla dinastia che originava dal re cliente Cunobelino per dare inizio, nel 43 d.C., a una sistematica opera di conquista e sottomissione.
A fornirgli il pretesto, dopo la morte di Cunobelino, fu la pressione politica esercitata dal figlio Carataco sul popolo degli Atrebati britannici, il cui re, il filoromano Verica, fu esautorato da Carataco ed esiliato dal regno, tanto da doversi recare a Roma per chiedere l'intervento di Claudio.
Profittando di questa occasione, Roma sbarcò in forze in Britannia e, negli anni dal 43 al 46, le legioni romane ebbero ragione della resistenza dei due figli di Cunobelino, Carataco e Togodumno: il sud-est dell'isola fu conquistato, la capitale fu insediata a Camulodunum e Togodumno fu ucciso. A Carrataco toccò una sorte più mite: rifugiatosi presso il popolo dei Briganti, fu consegnato a Roma dalla regina Cartimandua; ricevuta la grazia dall'imperatore, trascorse il resto dei suoi giorni a Roma.
La Legio II Augusta, guidata dal futuro imperatore Vespasiano, fu dispiegata verso sud-ovest, impegnata nella conquista di oltre una trentina di hillforts e nella sottomissione di varie tribù della Cornovaglia. L'archeologia della Britannia meridionale ha evidenziato una fase di ripresa, dal precedente declino edilizio, della manutenzione di queste fortezze d'altura, in coincidenza con l'invasione romana intorno alla metà del I secolo. L'evidenza è particolarmente stringente nei siti sud-occidentali (come Maiden Castle, con la sua necropoli di guerra, o South Cadbury), proprio nell'area in cui Vespasiano e la sua Legio II Augusta ingaggiarono la loro metodica repressione.

##### Rivolta di Boudicca (54-70 d.C.)
Le nuove acquisizioni della provincia di Britannia furono minacciate nel 61, sotto Nerone, dalla rivolta di Boudicca (o Boadicea), regina degli Iceni: da poco divenuta vedova di Prasutago, già re britannico cliente di Roma, la regina ispirò una vasta sollevazione di popoli britannici grazie alla quale furono sottratte al controllo di Roma le città di Camulodunum, Verulamium e Londinium (risp., le odierne Colchester, St Albans e Londra). La reazione romana riuscì a soffocare la ribellione nella battaglia della strada Watling, dopo la quale Boudica si diede la morte con il veleno.

##### Dalle campagne militari di Agricola (78-84) a quelle di Settimio Severo (209-211)

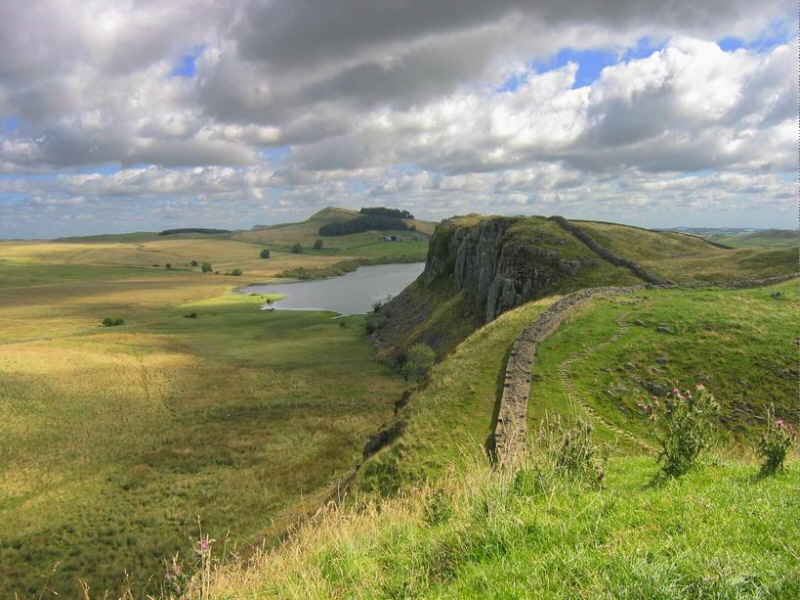
Il Vallo di Adriano nel Northumberland, tra Vercovicium (Housesteads) e Once Brewed.

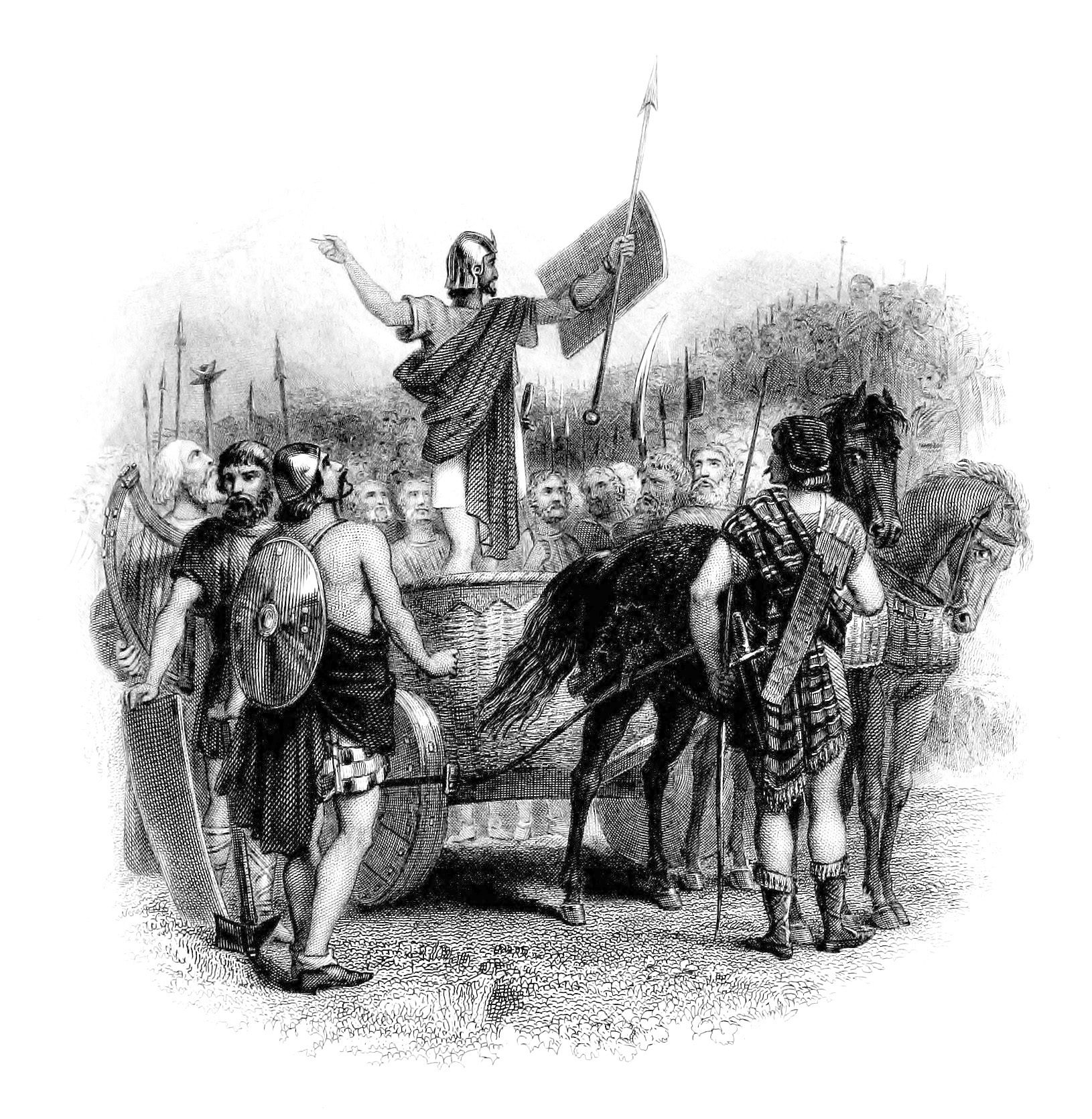
La celebre allocuzione di Calgaco ai Caledoni nell'imminenza della battaglia del monte Graupio

Roma iniziò a premere a nord fino al Galles e alla Scozia centrale: nell'80, sotto Domiziano, Agricola circumnavigò l'isola e sconfisse i Caledoni di Calgaco nella battaglia del monte Graupio (83 o 84). La necessità di proteggere a nord il limes britannico fu resa evidente da frequenti ribellioni di tribù delle attuali Scozia e Inghilterra settentrionale: la situazione indusse Roma, sotto Adriano, a realizzare due basi militari, a partire dalle qualile truppe romane costruirono e presidiarono il Vallo di Adriano, tra i fiordi del fiume Tyne e il Solway Firth (122-125).
Un avanzamento del confine per 160 km più a nord, si ebbe sotto Antonino Pio, con l'erezione di una seconda struttura difensiva, il Vallo Antonino, lungo l'istmo tra le due insenature del Firth of Forth e del Firth of Clyde: meno imponente ed efficace del precedente, fu mantenuto per una ventina d'anni, dopo i quali Roma si attestò nuovamente sul precedente limes di Adriano.
Un nuovo avanzamento vi fu sotto Settimio Severo, le cui campagne britanniche, condotte negli ultimi anni della sua vita, pur coronate da successi, non furono in grado di ricostituire un limes più settentrionale: infatti, dopo la morte dell'imperatore a York, gli avanzamenti territoriali ottenuti furono abbandonati dal figlio Caracalla.

### Irlanda
Durante tutta la storia di Roma, blando fu invece l'interesse mostrato per l'Irlanda, una conseguenza dello scarso rilievo politico ed economico attribuito a quell'isola che i romani chiamavano Hibernia.
L'imperialismo romano l'aveva infatti appena sfiorata, ai tempi della spedizione di Agricola, con la costituzione di una testa di ponte sulla costa orientale (per la cui collocazione è avanzata anche l'ipotesi del sito archeologico di Drumanargh), un'operazione esplorativa a cui, però, non fu dato mai alcun séguito militare.